# Jelena Janković
Jelena Janković (Јелена Јанковић, [ˈjɛlɛna 'jaːnkɔviʨ]) (n. 28 februarie 1985 la Belgrad) este o jucătoare profesionistă de tenis din Serbia.
Janković a fost numărul unu mondial la simplu, poziție pe care s-a clasat pentru prima dată pe 11 august 2008. Printre cele mai importante performanțe realizate de Janković se numără câștigarea Wimbledonului la dublu mixt din 2007 cu Jamie Murray, Mastersul de la Indian Wells din 2010, Turneul de Master Series de la Roma în 2007 și 2008, și accederea în finala US Open-ului din 2008. Este antrenată de către fratele ei, Marko.

## Familia și viața timpurie
Janković s-a născut la Belgrad, Republica Socialistă Federativă Iugoslavia, ca al treilea copil al lui Veselin și Snežana, ambii economiști. Are doi frați, Marko și Stefan. A fost studentă la Universitatea Megatrend din Belgrad, unde a studiat științele economice, cursuri pe care le-a întrerupt deoarece și-a dorit să se concentreze doar pe cariera de tenis. Janković a făcut primii pași în tenis la clubul de tenis „Steaua Roșie”. Cel care i-a făcut cunoștință cu acest sport, pe când ea avea vârsta de nouă ani și jumătate, a fost fratele ei mai mare, Marko, care era și antrenor de fitness. S-a antrenat și la Academia de tenis a lui Nick Bollettieri. A câștigat Australian Open-ul la junioare în 2001 ajungând pe locul întâi în clasamentul dedicat acestora. În 2001, ea a început să joace în competiții din cadrul turneului WTA; a primit un wild card pentru prima apariție la Indian Wells, unde a ajuns în turul doi.

## Cariera de tenis
Ea s-a aflat pe locul întâi în clasamentul WTA timp de șaptesprezece săptămâni consecutiv, până pe 2 februarie 2009, când a fost depășită de Serena Williams. Terminând anul 2008 pe locul întâi, a fost prima jucătoare din istoria WTA care a reușit această performanță fără să câștige vreun titlu de Mare Șlem.
Janković a ajuns în finala la simplu la US Open și în semifinalele de la Australian Open și Roland Garros. În 2007, ea a devenit prima jucătoare din Serbia care a câștigat un titlu de Mare Șlem, când a câștigat Wimbledonul la dublu mixt cu partenerul său britanic Jamie Murray.

### 2004–2006: Primele succese
Janković a intrat pentru prima dată în top în octombrie 2003, ocupând poziția a 90-a, după ce a câștigat primul titlu ITF la Dubai. Trei luni mai târziu, Janković a reușit prima victorie în fața unei jucătoare aflate printre primele zece în clasamentul WTA, Elena Dementieva, în primul tur al Australian Open din 2004. În mai, Janković a câștigat primul ei titlu WTA, categoria a V-a, la Budapesta, învingând-o în finală pe Martina Suchá. În urma trofeului câștigat la Budapesta, ea a urcat până pe locul 51 în lume. Tot în 2004, ea a învins mai multe jucătoare din top 20: Nadia Petrova (de două ori), Vera Zvonareva, Patty Schnyder, Elena Dementieva și Paola Suárez. Janković a terminat anul 2004 pe locul 28.
În martie, la Dubai, a avansat în finală în urma retragerii Serenei Williams din semifinală, finală pierdută de Janković în fața lui Lindsay Davenport în trei seturi. A ajuns în prima ei semifinală într-un turneu de categoria I la Openul Germaniei în mai 2005, semifinală pe care a pierdut-o în fața Nadiei Petrova. În iunie, ea a ajuns în prima finală a sa într-un turneu pe iarbă la Birmingham, finală pierdută în fața Mariei Șarapova. În octombrie, Janković a jucat a treia sa finală din acest an la Seul, ajungând pe locul al șaptesprezecelea în lume, cea mai bună clasare de până atunci a ei, dar o pierde și pe aceasta, fiind învinsă de Nicole Vaidišová, de doar șaisprezece ani, în două seturi. A terminat anul 2005 pe locul 22.
Janković a pierdut în al doilea tur al Australian Open în fața nr. 188, Olga Savciuc. A fost prima din cele zece partide pierdute la rând de Jelena, o serie neagră care a început la sfârșitul lunii ianuarie și a ținut până la începutul lunii mai. Ea avea să declare că această serie a făcut-o să ia în considerare chiar retragerea din tenis. Janković a încheiat această serie neagră, învingând-o pe jucătoarea care se afla pe locul 17 la acea vreme, Elena Lihovțeva, în primul tur al Mastersului de la Roma, ajungând în cele din urmă până în semifinalele turneului, unde a fost învinsă de Venus Williams în trei seturi. La Roland Garros, Janković a ajuns în turul al treilea pentru prima dată, pierzând în fața numărului 1 de atunci, Amélie Mauresmo.
La Wimbledon, Janković a învins-o în turul trei pe a șasea favorită și campioana en-titre, Venus Williams, în trei seturi. Ajungând pentru prima dată în turul al patrulea al unui turneu de Mare Șlem, ea a pierdut în fața Anastasiei Mîskina. În august, Janković a ajuns în a cincea finală din cariera sa și prima la Openul JPMorgan Chase din Los Angeles, învingând-o pe Serena Williams (clasată pe locul 108 la acea vreme, venind după o accidentare care a ținut-o pe tușă multă vreme) în semifinale, însă a pierdut finala în fața favoritei cu numărul trei, Elena Dementieva. La US Open Janković a învins mai mulți capi de serie, începând cu numărul 10, Vaidišová, în turul trei, numărul șapte și fosta campioană Svetlana Kuznețova în turul patru și favorita cu numărul cinci, Dementieva, în primul ei sfert de Mare Șlem. În semifinale, Janković a pierdut în fața nr. 2 mondial Justine Henin în trei seturi, după ce Janković conducea cu 6–4, 4–2. Janković a avut un conflict cu arbitrul de scaun, când acesta a refuzat să-și exprime opinia cu privire la corectitudinea unui punct realizat din serviciu, sugerându-i lui Janković să-și folosească unul dintre challenge-uri. Janković a pierdut apoi zece game-uri la rând.
Janković și-a continuat forma bună și după US Open. În cele șase turnee pe care le-a jucat până la sfârșitul anului, ea a ajuns până în semifinale în cinci dintre ele. Printre acestea se numără semifinala de la Openul Chinei din Beijing, unde a învins-o în sferturi pe jucătoarea care se afla pe locul al șaptelea la acea vreme, Nadia Petrova. A pierdut finala în fața nr. 1 Mauresmo, într-un meci de trei seturi încheiat la tie-break. Janković a terminat anul pe cea mai înaltă poziție pe care s-a aflat până atunci, cea de-a douăsprezecea.

### 2007: Numărul trei mondial

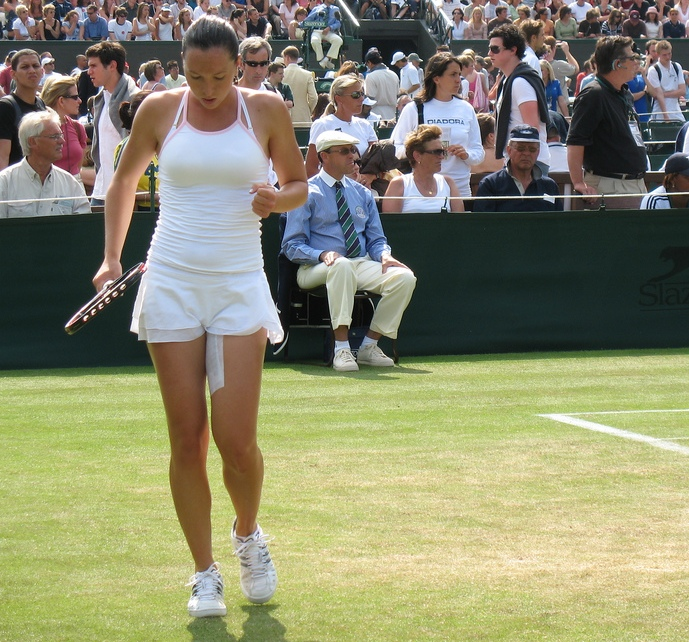
Jelena Jankovic la Wimbledon 2006

A început anul cu al doilea trofeu din carieră obținut la turneul ASB Classic din Auckland, Noua Zeelandă, învingând-o în finală pe Vera Zvonareva. În următoarea săptămână, la turneul Medibank International de la Sydney, Janković a învins-o pe nr. 7 mondial și fosta nr. 1 Martina Hingis, pierzând în finală cu Kim Clijsters după ce a servit pentru câștigarea meciului. Forma bună pe care a arătat-o la începutul anului i-au făcut pe unii să o vadă ca o potențială câștigătoare la Australian Open; totuși, ea a fost eliminată în turul patru al competiției de Serena Williams, cea care avea să câștige turneul și care se afla pe locul al 81-lea în lume la acea vreme. Mulțumită rezultatelor obținute la aceste turnee, ea a urcat în clasament până pe poziția a zecea, fiind pentru prima dată când s-a aflat în top 10 mondial.

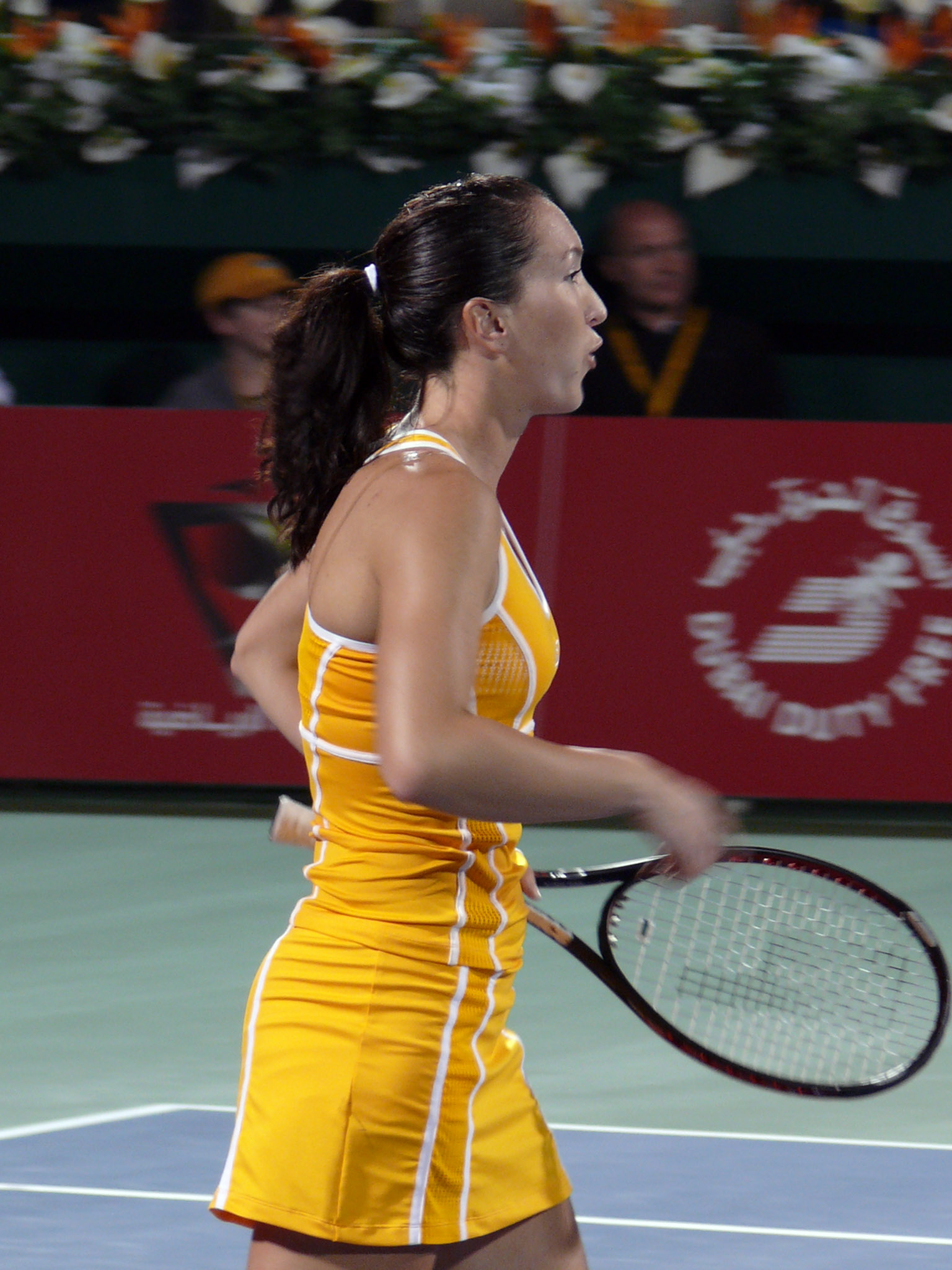
Janković la turneul de tenis de la Dubai din 2007

În primăvara anului 2008, Janković a jucat în două semifinale la turnee din Orientul Mijlociu, retrăgându-se din meciul cu Mauresmo contând pentru turneul de tenis de la Dubai din cauza unei accidentări la gleznă, și pierzând în trei seturi în fața lui Justine Henin la turneul Qatar Total Open din Doha, Qatar. Janković și-a revenit în sezonul pe zgură, învingând-o pe Venus Williams după un tie-break în setul trei în semifinalele turneului Family Circle Cup din Charleston, Carolina de Sud. În finală a învins-o pe Dinara Safina, reușind să câștige primul său turneu de categoria I din carieră. La turneele europene pe zgură, după ce a pierdut în fața numărului unu mondial, Henin, în trei seturi în semifinala Cupei J&S de la Varșovia și sferturile Openului German Qatar Telecom (nereușind aici să profite de avantajul pe care îl avea la un moment dat, când conducea cu 4-0 în setul al treilea), Janković a câștigat al doilea său titlu de categoria I din carieră, turneul de Master Series de la Roma, învingând-o pe capul de serie nr. 2, Svetlana Kuznețova în finală. Acest rezultat a dus-o în top 5 mondial pentru prima dată. Janković a fost cap de serie numărul patru la Roland Garros și una dintre favoritele la titlu. După ce a înregistrat a treia sa victorie consecutivă în fața lui Venus Williams în turul trei, ea a ajuns pentru prima dată în semifinalele unui turneu de Mare Șlem, pierdută în fața lui Henin, care avea să câștige turneul. Acest rezultat a dus-o până pe locul trei mondial.

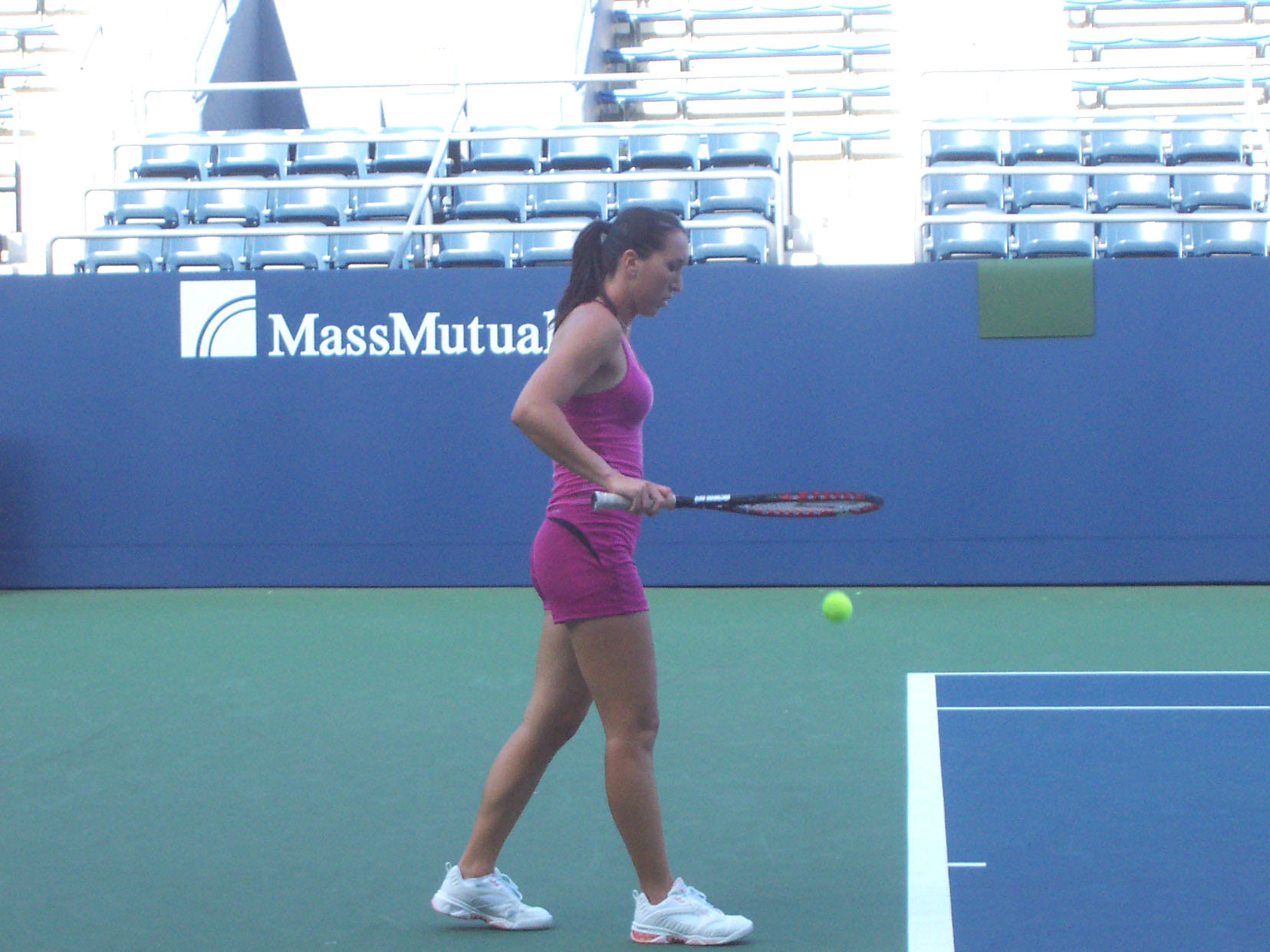
Janković antrenându-se la US Open 2007

Pe iarbă, Janković a câștigat titlul DFS Classic la Birmingham, învingând-o pe favorita nr. 1, Maria Șarapova, în finală. Șarapova a condus cu 3–0 în setul trei, însă Janković și-a revenit și a reușit să câștige meciul. În săptămâna următoare, Janković a ajuns în finala Openului Ordina din Olanda și a devenit prima jucătoare de la Chris Evert în 1974 care a câștigat 50 de meciuri în prima jumătate a anului. Janković, suferind de o întindere, a pierdut finala turneului în fața lui Anna Șakvetadze. La Wimbledon, Janković a fost cap de serie numărul trei, dar a pierdut în turul al patrulea în fața celei care avea să devină câștigătoarea turneului, Marion Bartoli. În competiția de dublu mixt de la Wimbledon, Janković a făcut pereche cu un specialist al probei de dublu, Jamie Murray, câștigând turneul în trei seturi după ce a învins perechea compusă din Jonas Björkman și Alicia Molik.
În timpul sezonului nord-american de pe sintetic, Janković a ajuns în semifinalele turneului East West Bank Classic din Carson, California, unde a fost învinsă de compatrioata sa, Ana Ivanović, având două mingi de meci în setul final. În următoarea săptămână, Janković a ajuns până în finala Cupei Rogers, turneu de categorie Premier din Toronto, unde a pierdut în fața lui Henin la a șasea ei minge de meci. Janković a condus în primul și al doilea set, dar nu a reușit să-și mențină avantajul. La US Open, Janković a pierdut în sferturi în fața lui Venus Williams.
Forma lui Janković a început să scadă treptat US Open. La turneul Commonwealth Bank Tennis Classic din Bali, Janković a fost învinsă în sferturi de fosta nr. 1 mondial, Lindsay Davenport, în primul turneu la simplu în care a jucat Davenport după ce a născut. În săptămâna următoare, la Openul Chinei de la Beijing, Janković a învins-o pe Davenport, dar a pierdut în fața adolescentei maghiare Ágnes Szávay, după ce Janković a avut minge de meci în setul al doilea. Janković a terminat anul cu o serie de șase înfrângeri, pierzând la sfârșitul anului toate meciurile de la Turneul Campioanelor de la Madrid. A terminat anul pe locul al treilea. La sfârșitul anului avea 72 de meciuri câștigate într-un an.
Janković a suferit o rinoplastie imediat după turneul de la Madrid pentru a corecta o problemă de respirație. Această operație a ținut-o pe tușă timp de trei săptămâni.
Comitetul Olimpic al Serbiei a declarat-o sportiva anului.

### 2008: Primul loc mondial și prima finală de Mare Șlem

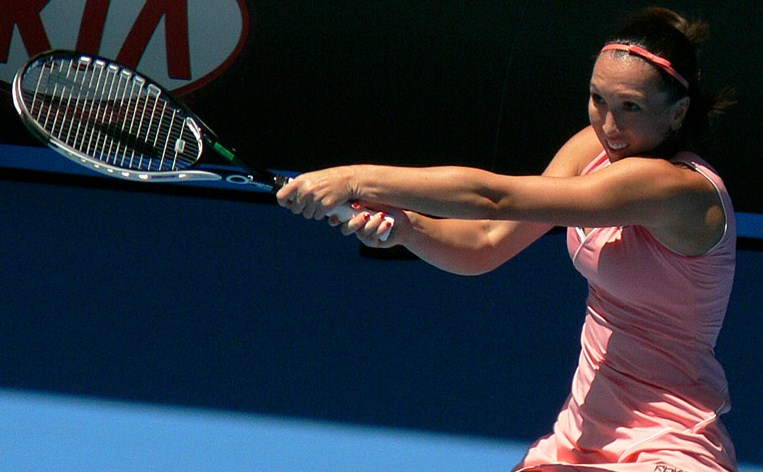
Janković la Australian Open în 2008.

Janković a pierdut în semifinala de la Australian Open în fața Mariei Șarapova in două seturi, reușind să o învingă și pe Serena Williams în drumul ei către această fază a competiției. În martie, la turneul de categorie Premier Pacific Life Open din Indian Wells, California, Janković a pierdut în semifinale în fața lui Ana Ivanovic. În următoarele două săptămâni, Janković a ajuns în prima sa finală din 2008, cea din Mastersul de la Miami, pierzând în fața Serenei Williams în trei seturi.
Janković a început sezonul pe zgură pierzând în sferturile turneului de la Charleston, Carolina de Sud și ale openului Germaniei de la Berlin. Apoi, Janković a reușit să-și păstreze titlul câștigat în anul anterior la turneul de Master Series de la Roma, după ce a învins-o pe Venus Williams în trei seturi în sferturi și a beneficiat de retragerea lui Șarapova (care se accidentase) din semifinale. În finală a învins-o pe adolescenta franceză Alizé Cornet. Acesta a fost primul titlu la simplu câștigat de Janković în acel an. Se număra printre favorite la Roland Garros, în urma retragerii din activitate a fostei nr. 1 mondial și câștigătoare de patru ori al acestui turneu, Justine Henin. Totuși, ea a pierdut în semifinalele competiției în fața compatrioatei și viitoarei campioane Ivanovic, după ce condusese în urma unui break în setul trei. Janković a fost singura jucătoare care a câștigat un set într-un meci cu Ivanovic pe durata întregului turneu. Aceasta a fost a patra înfrângere din tot atâtea de la turneele de Mare Șlem. Dacă s-ar fi calificat în finală ar fi ajuns nr. 1 mondial. Astfel, a trebuit să se mulțumească doar cu locul al doilea, cel mai bun loc din cariera sa până la acea vreme.

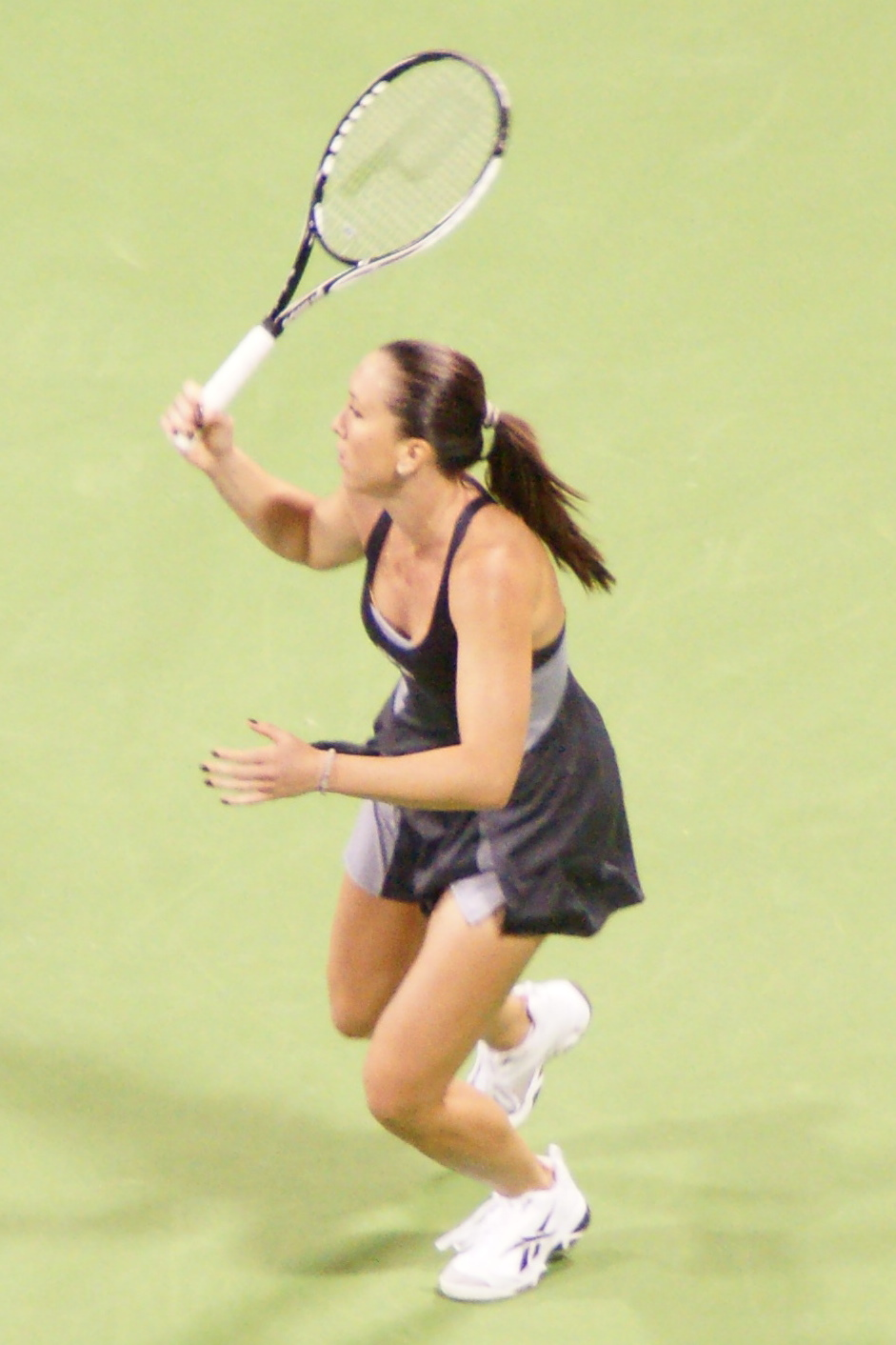
Janković la Turneul Campioanelor din 2008

La Wimbledon, Janković s-a accidentat la genunchi în meciul din turul trei cu Caroline Wozniacki. Deși a câștigat partida, ea s-a accidentat într-atât de tare încât șchiopăta vizibil în meciul din turul al patrulea cu Tamarine Tanasugarn, pe care l-a și pierdut. Janković ar fi devenit numărul unu mondial dacă ar fi ajuns în semifinalele turneului. Janković a mai ratat două șanse de a urca pe primul loc, după ce a pierdut în semifinalele turneului East West Bank Classic din Los Angeles în fața Dinarei Safina și în sferturile Cupei Rogers la Montreal, cu Dominika Cibulková. Janković a reușit în cele din urmă să o întreacă pe Ivanovic și să ajungă pe locul întâi în clasamentul WTA pe 11 august 2008. A fost a optsprezecea jucătoare care a reușit această performanță, dar a fost și prima care a ajuns pe acest loc fără să ajungă vreodată în vreo finală de Mare Șlem, fiind doar a treia jucătoare de tenis (tcelelalte fiind Amélie Mauresmo și Kim Clijsters) care a ajuns nr. 1 mondial fără să câștige un titlu de Mare Șlem.
Janković a rămas pe locul întâi doar timp de o săptămână, pierzând această poziția în urma înfrângerii din sferturile turneului de tenis de la Jocurile Olimpice din 2008 de la Beijing cu viitoarea medaliată cu argint la acest turneu, Safina. A urmat US Openul, unde era a doua favorită și unde a învins-o pe recent medaliata cu aur la Jocurile Olimpice, Elena Dementieva, în semifinale, reușind să ajungă pentru prima dată în finala unui turneu de Mare Șlem. Aici a pierdut în fața capului de serie nr. 4, Serena Williams. Dacă ar fi câștigat turneul, Janković ar fi urcat din nou pe prima poziție.
Janković a reușit în cele din urmă să atingă din nou cea mai înaltă poziție a clasamentului WTA în toamna anului 2008, după ce a câștigat trei turnee la rând. La Openul Chinei, Janković a învins-o pe Svetlana Kuznețova în două seturi, reușind să-și adjudece trofeul. În următoarea săptămână, Janković a jucat la turneul Porsche Tennis Grand Prix din Stuttgart, Germania, unde a învins-o pe Venus Williams în semifinale și pe Nadia Petrova în finală. La Cupa Kremlinului de la Moscova, Janković a învins-o pe campioana în exercițiu Dementieva în semifinale, reușind s-o învingă pe Vera Zvonareva și câștigând al treilea titlu în tot atâtea săptămâni, fiind pentru prima dată din 2005 când o jucătoare reușește acest lucru. Din postura de cap de serie la Turneul Campioanelor din 2008 care s-a desfășurat în Doha, Qatar, Janković a câștigat două din cele trei meciuri din grupa sa, reușind și a doua victorie din carieră în fața lui Ivanovic. Totuși, ea a pierdut în semifinale în fața celei care avea să devină campioana turneului, Venus Williams, dar cu toate acestea a terminat anul pe poziția întâi. În total, Janković a pierdut de șase ori în meciurile cu jucătoarele care aveau să câștige turneul (trei dintre meciuri desfășurându-se în cadrul turneelor de Mare Șlem) în acest an. Pentru performanțele realizate în 2008, Jelena Janković a fost desemnată campioană mondială de către ITF. A câștigat patru titluri în acest sezon, cele mai multe la egalitate cu Serena Williams și Safina.
Comitetul Olimpic al Serbiei a declarat-o cea mai bună sportivă a anului pentru al doilea an la rând.

### 2009–2010: Cariera în top zece
Janković a fost cap de serie nr. 1 la Australian Open în Melbourne. Aici a pierdut în turul patru, împotriva lui Marion Bartoli. Bartoli a reușit 34 de lovituri direct câștigătoare, față de cele 17 ale lui Janković, câștigând 81% din puncte pe primul servici, față de 56% reușite de Janković. În urma acestui meci a pierdut și primul loc în clasamentul WTA, fiind depășită de Serena Williams. Următorul eveniment WTA la care a participat a fost Openul GDF Suez de la Paris, unde Janković le-a învins pe Francesca Schiavone, Li Na și a cincea favorită, Alizé Cornet, dar a pierdut meciul din semifinale cu Amélie Mauresmo.
Janković a fost eliminată în turul trei al turneului de la Doha de către Kaia Kanepi în două seturi, Jelena numindu-l „cel mai slab meci din cariera mea”. A fost cap de serie nr. 2 la BNP Paribas din Indian Wells, California, pierzând în turul doi meciul jucat cu Anastasia Pavliucencova. După acest meci, Jelena a recunoscut că are probleme cu încrederea în sine, declarând că „mai am mult de muncit”. Janković a pierdut în turul al doilea al Sony Ericsson Open din Key Biscayne, Florida, în fața Giselei Dulko după ce Janković nu a reușit să câștige în niciun set, deși a condus cu 5–2 în setul al doilea și tot cu 5–2 în tie-break.
Și-a început sezonul pe zgură la turneul de la Marbella, Spania, în care Janković a învins-o pe favorita cu nr. 5, Carla Suárez Navarro în trei seturi, câștigând astfel primul său titlu din 2009.
Janković a învins-o pe Anabel Medina Garrigues în play-off-ul Fed Cup cu Spania, reușind să califice echipa Serbiei în grupa principală pentru prima dată. În ziua anterioară, Janković și Ana Ivanovic și-au câștigat meciurile la simplu.

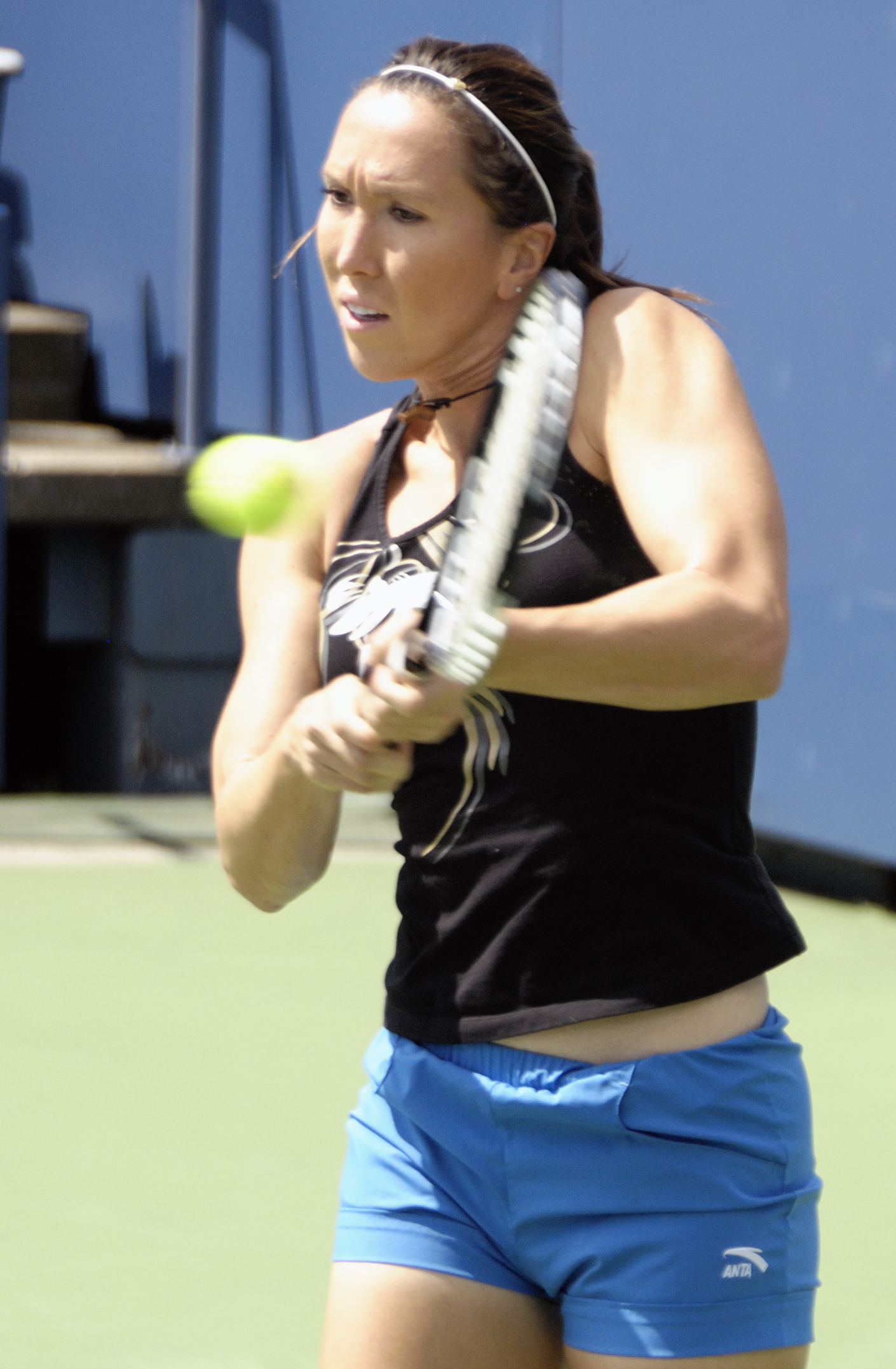
Janković la US Open 2009.

Janković a fost campioana en-titre la turneele Porsche Tennis Grand Prix din Stuttgart și turneul de Master Series de la Roma, dar le-a pierdut pe amândouă în sferturi. La ediția inaugurală a Openului Mutua Madrileña de la Madrid, ea a ajuns din nou în sferturi, dar a fost învinsă de Patty Schnyder.
La Roland Garros Jelena a pierdut în turul al patrulea în fața jucătoarei române Sorana Cîrstea, deși a servit pentru câștigarea meciului în al treilea set la scorul de 5–4.
Janković a fost cap de serie numărul 6 la Wimbledon. A pierdut în turul trei în meciul jucat cu Melanie Oudin, venită din calificări.
La Turneul de Master Series de la Cincinnati, Janković le-a învins pe Victoria Azarenka și Elena Dementieva (salvând patru mingi de meci). În finală, Janković a câștigat al doilea trofeu al său în acest, învingând-o pe ocupanta locului întâi, Dinara Safina. După această victorie ea a urcat două poziții, până pe patru. Deși părea că și-a reintrat în mână până la US Open, Jelena Janković s-a dovedit a fi din nou inconstantă, fiind învinsă în turul doi de Iaroslava Șvedova deși a servit pentru câștigarea meciului în tie-breakul setului al treilea. Ea a căzut în clasament până pe locul 8.
La Toray Pan Pacific Open din 2009, la care a fost cap de serie nr. 7, Janković a învins-o pe Marion Bartoli în sferturi și pe Li Na în semifinale. A jucat în finală cu Maria Șarapova, dar s-a retras la scorul de 5–2 din cauza unei accidentări la braț. Janković a fost primită direct în turul doi la Beijing, însă a pierdut meciul jucat cu favorita fanilor gazdă, Peng Shuai.
La Turneul Campioanelor din Janković a pierdut primul meci cu Azarenka, dar și-a revenit învingându-le Safina și Wozniacki, terminând prima în grupa ei. În a doua semifinală la rând în doi ani, Jelena a pierdut în fața lui Venus Williams în trei seturi. A terminat anul pe locul al optulea, câștigând 46 de meciuri și pierzând 19.

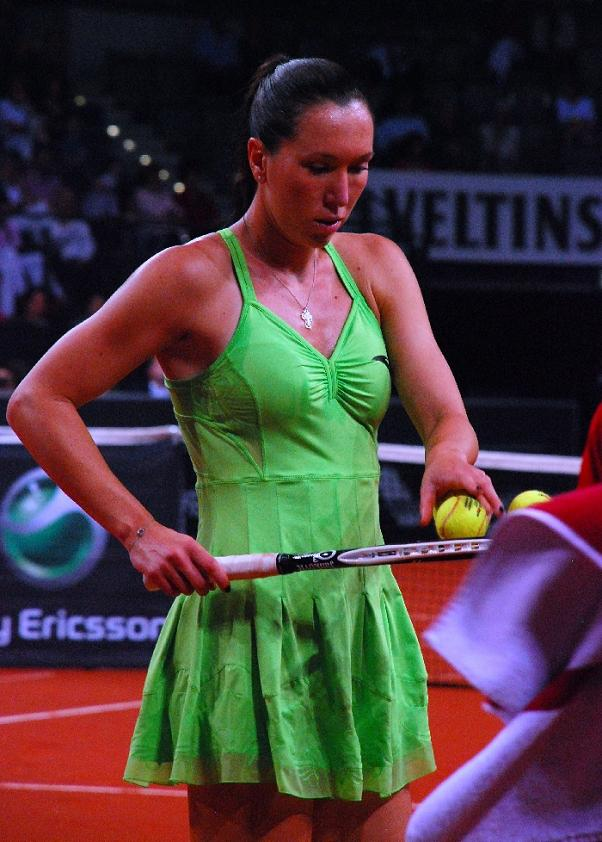
Janković la Porsche Tennis Grand Prix în 2010.

La Australian Open, Janković, cap de serie nr. 8, a pierdut în turul trei cu favorita cu numărul 31, Alona Bondarenco. Apoi, Janković a reprezentat Serbia la Fed Cup 2010. A câștigat primul ei meci aici, revenind de la 4–6, 1–4 cu Alisa Kleibanova, apoi a învins-o pe campioana en-titre de la Roland Garros, Svetlana Kuznețova. În meciul decisiv de dublu, a făcut pereche cu Ana Ivanovic, dar echipa a fost învinsă de perechea compusă din Kuznețova și Kleibanova. La turneul de tenis din Dubai din 2010 a pierdut cu Vera Zvonareva în turul trei. Apoi s-a dus la Indian Wells, California pentru a participa la BNP Paribas Open 2010. La acest turneu, ea era cap de serie nr. 6 și a învins-o pe Caroline Wozniacki, câștigând al doisprezecelea ei titlu. Următorul turneu la care a participat a fost turneul de Master Series de la Miami, unde era cap de serie nr. 7. Aici a pierdut în turul patru cu Samantha Stosur, care i-a încheiat seria de opt meciuri fără înfrângere.
În calificările pentru Fed Cup, Janković a învins-o pe slovaca Magdaléna Ribáriková în primul meci la simplu, dar l-a pierdut pe cel de-al doilea, jucat cu Hantuchová. Janković și Bojana Jovanovski au fost învinse în partida decisivă la dublu de Ribáriková și Hantuchová. Janković a fost cap de serie nr. 4 la turneul Porsche Tennis Grand Prix din 2010. În semifinalele acestui turneu a pierdut pentru a zecea oară la rând în fața lui Justine Henin. Janković a fost cap de serie numărul șapte la turneul de la Roma. În sferturi Venus Williams a suferit cea mai grea înfrângere din carieră, reușind să câștige un singur game. În semifinale a bătut-o pe Serena Williams, care era nr. 1 mondial, după ce a salvat o minge de meci. A devenit una dintre puținele femei care le-au învins pe surorile Williams în același turneu și prima jucătoare care le-a învins pe amândouă în mai puțin de 24 de ore în cadrul unui singur turneu. Totuși, ea a pierdut finala turneului în fața Maríei José Martínez Sánchez. Oricum, ea a urcat pe locul al patrulea în clasamentul WTA. Janković a pierdut în sferturile turneului de la Madrid din 2010 în fața jucătoarei Aravane Rezaï, care avea să câștige turneul. Următoarea competiție la care Janković a luat parte a fost turneul de tenis de la Roland Garros din 2010, unde era cap de serie nr. 4. Aici a pierdut în semifinale în fața Samanthei Stosur. Două săptămâni mai târziu, ea a urcat o poziție în clasamentul WTA.
Janković, chinuită de accidentări, a jucat la Turneul de tenis de la Wimbledon 2010 și s-a retras în meciul cu viitoarea finalistă a turneului, Vera Zvonareva, în turul al patrulea. Chiar și așa, ea a ajuns pe poziția a doua în clasamentul WTA. Janković a ieșit devreme din Turneul de Master Series de la Cincinnati din 2010 și din Turneul de Master Series din Canada din același an, deși era cap de serie nr. 1 (și campioana en-titre la Cincinnati). Apoi, Janković s-a dus în New York pentru a juca la US Open 2010, unde era cap de serie nr.4. Aici a fost învinsă de Kaia Kanepi în turul trei. La Openul Chinei din 2010 ea a pierdut în turul trei cu compatrioata Bojana Jovanovski. Ultimul turneu jucat de Janković în acest an a fost Turneul Campioanelor din 2010, unde s-a calificat pentru al patrulea an consecutiv, fiind favorita cu nr. 6. După ce a pierdut meciul din deschidere cu Zvonareva, Janković a leșinat la vestiare, dar a ținut să joace și meciul cu Clijsters din următoarea zi, pe care l-a pierdut. A pierdut al treilea și ultimul meci din grupe cu Azerenka, acesta fiind și ultimul meci din anul 2010, an în care a terminat tot pe locul al optulea.
Pe 30 noiembrie Janković a jucat un meci caritabil la Pionir Hall. Veniturile din vânzarea de bilete au fost folosite pentru a ajuta școala elementară din Kraljevo, care a fost afectată de cutremur.

### 2011–2012: În scădere de formă
La începutul anului, Janković și-a anunțat decizia de a lucra cu Andrei Pavel. A început anul 2011 cu o înfrângere, pierzând în fața franțuzoaicei Aravane Rezaï în trei seturi în cadrul primului tur al Medibank International Sydney. Forma sa slabă a continuat și la Australian Open, unde a pierdut în turul doi cu Peng Shuai. Janković a jucat apoi în cadrul turneului de la Dubai, învingând-o pe Samantha Stosur, care era cap de serie nr. 4, dar pierzând cu Caroline Wozniacki în semifinale, Wozniacki reușind pentru prima dată să câștige în fața lui Janković după patru meciuri. Pentru Janković a urmat Openul din Qatar, unde a ajuns din nou în semifinale, pierzând în fața Verei Zvonareva în trei seturi. Rusoaica a bătut-o pe sârboaică fiecare dată în ultimele cinci meciuri. Apoi a ajuns în finala de la Openul de la Monterrey din 2011, unde a fost învinsă de Anastasia Pavliucenkova după ce câștigase primul set. A urmat turneul de Master Series de la Indian Wells, unde era campioana en-titre, dar a fost învinsă de Ana Ivanovic în turul al patrulea. Apoi Janković a jucat la turneul de Master Series de la Miami, unde a pierdut în sferturi cu Andrea Petkovic.

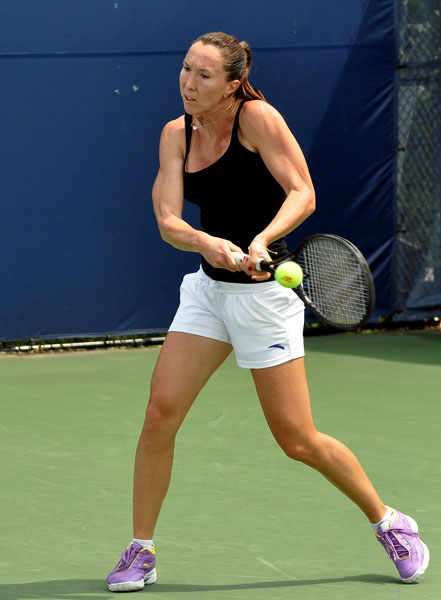
Jelena Janković la Cupa Rogers în 2011

La următorul turneu la care a jucat Janković, Turneul WTA de la Charleston, a pierdut în semifinale în fața numărului unu mondial, Caroline Wozniacki. A jucat apoi la Fed Cup împotriva Slovaciei, unde a învins-o pe Daniela Hantuchová și a câștigat un meci la dublu cu Aleksandra Krunić împotriva perechii formate din Hantuchová și Magdaléna Ribáriková, salvând trei mingi de meci. În urma acestui rezultat, Serbia s-a întors în prima grupă mondială. La Turneul de Master Series de la Roma din 2011, Janković a pierdut în fața nr. 1 mondial Caroline Wozniacki în sferturi pentru a treia oară la rând. A căzut în clasament până pe poziția a zecea, cea mai slabă clasare a sa din 2007 încoace. Janković a fost cap de serie nr. 10 la Roland Garros, ediția 2010, unde a pierdut în turul al patrulea în fața capului de serie nr. 5 și a campioanei en-titre Francesca Schiavone.
Janković a fost cap de serie nr. 15 la Turneul de tenis de la Wimbledon din 2011, dar a pierdut în fața Maríei José Martínez Sánchez în prima rundă, fiind pentru prima dată când iese din prima rundă a unui turneu de Mare Șlem de la Roland Garros în 2005. Janković a fost cap de serie nr. 13 la turneul de Master Series de la Cincinnati, unde a pierdut în fața Mariei Șarapova în trei seturi. La US Open a ajuns în turul trei, unde a pierdut în fața Anastasiei Pavliucenkova. A ajuns în semifinalele turneului de la Linz, unde a fost învinsă de Petra Kvitová.
Janković a început anul 2012 la turneul Brisbane International, pierzând în fața Francescăi Schiavone în sferturi. Apoi ea a pierdut în al doilea tur al turneului Apia International în fața capului de serie nr. 3, Victoria Azarenka. La Australian Open Janković a fost învinsă de Caroline Wozniacki în turul al patrulea. Ea a jucat la turneul de tenis din Dubai unde a ajuns în semifinale fără să piardă un set, fiind învinsă în acea fază a competiției de Agnieszka Radwańska. Ea a atins și semifinalele turneului de la Kuala Lumpur, Malaezia, unde a pierdut în fața Petrei Martić, cap de serie nr. 5, în trei seturi. Janković a fost învinsă în următoarele ei trei meciuri la Indian Wells, Miami și de la Charleston de către Venus Williams.
Janković a ajuns în semifinalele Openului danez de la Copenhaga, unde a pierdut în fața lui Angelique Kerber, cap de serie nr. 2. În semifinalele Fed Cup care au avut loc în Rusia la Moscova, Janković le-a învins pe Pavliucenkova și Kuznețova. A pierdut apoi patru din următoarele cinci meciuri jucate de ea, fiind învinsă în primul tur al turneului de la Madrid, al turneului de Master Series de la Roma și al turneului de la Bruxelles, ajungând doar în turul al doilea la Roland Garros, unde a pierdut în fața tinerei americance Varvara Lepchenko.
Janković a reușit să-și revină din forma slabă arătată până atunci, ajungând în finala turneului Aegon Classic 2012, unde a pierdut în fața lui Melanie Oudin. Cu toate acestea, ea a pierdut în primul tur la Wimbledon în fața lui Kim Clijsters. A fost al doilea an la rând când Janković a pierdut în primul tur la Wimbledon. Janković a pierdut în primul tur din cadrul probei de tenis de la Jocurile Olimpice din 2012 în fața Serenei Williams, care avea să fie medaliată cu aur. Janković a ajuns în finala turneului de la Dallas și în turul trei al US Open 2012, dar a fost învinsă de Agnieszka Radwańska, cap de serie nr. 2. A  terminat anul pe locul 22.

### 2013: Primul titlu în trei ani, înapoi în top 10

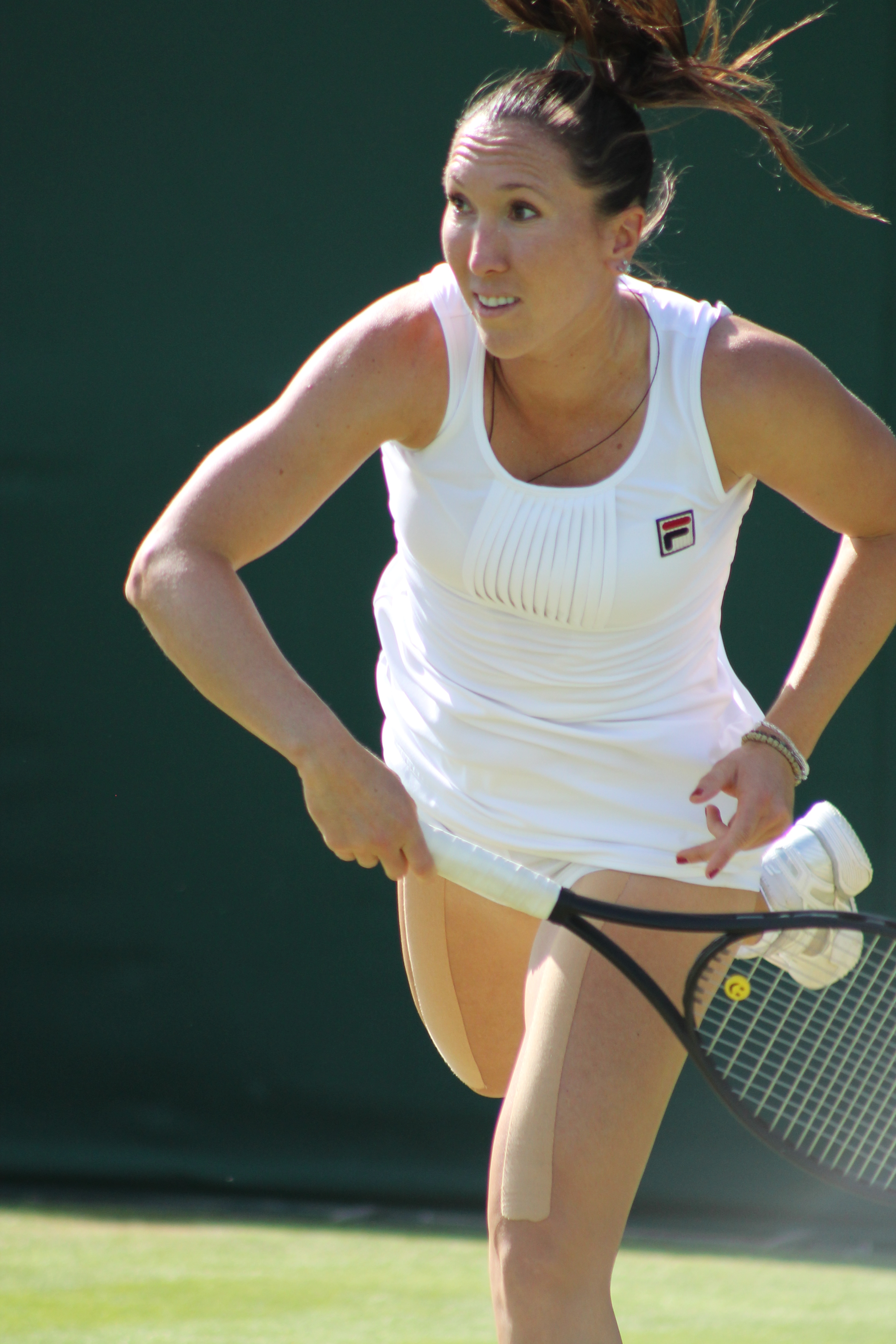
Jelena Janković la Wimbledon în 2013

La Australian Open, Janković a pierdut în turul trei în fața compatrioatei și fostei ocupante a locului întâi în clasamentul WTA, Ana Ivanovic. În februarie, Janković a câștigat primul ei titlu în trei ani la Bogotá, învingând-o pe Paula Ormaechea în două seturi. Janković a ieșit devreme de la turneul de la Indian Wells unde a jucat în următoarea săptămână, pierzând în fața Svetlanei Kuznețova în al doilea tur. Totuși, ea a reușit să ajungă în semifinale la Miami, pierzând în fața Mariei Șarapova în două seturi. În urma parcursului bun de la Miami, Janković a urcat din nou în Top 20 jucătoare pentru prima dată după aproape un an.
După aceea, Janković a ajuns în finala turneului WTA de la Charleston, unde a pierdut în fața campioanei en-titre și a numărului unu mondial, Serena Williams. La Stuttgart, Janković a învins-o pe Samantha Stosur în primul tur, dar a pierdut în cel de-al doilea în fața Sabinei Lisicki. Janković a pierdut în primul tur al Openului de la Madrid cu Chanelle Scheepers. La turneul de Master Series de la Roma a ajuns până în sferturi, unde a fost învinsă de Simona Halep după ce a irosit două mingi de meci. La Roland Garros Janković a ajuns până în sferturi, dar a pierdut în fața Șarapovei în trei seturi. A jucat și la turneul Nürnberger Versicherungscup, unde a fost învinsă de Andrea Petkovic în semifinale.
La Wimbedon a pierdut în turul doi al probei de simplu cu Vesna Dolonc, dar a ajuns în sferturi la dublu (făcând pereche cu Mirjana Lučić-Baroni) unde a pierdut în fața perechii formate din Hsieh Su-wei și Peng Shuai, care avea să câștige turneul. Janković a început sezonul american pe sintetic la Carlsbad, unde a fost învinsă în turul doi de Urszula Radwańska în trei seturi. Ea a participat în proba la dublu a aceluiași turneu, având-o ca parteneră pe Katarina Srebotnik, unde a pierdut în semifinale. În urma acestui rezultat ea a ajuns până pe locul 38 în clasamentul de dublu, depășindu-și cea mai bună poziție obținută la această probă obținută acum șapte ani. A participat apoi la turneul de la Toronto, unde a pierdut în fața viitoarei finaliste Sorana Cîrstea în turul trei. Janković a făcut din nou pereche cu Srebotnik la dublu, reușind să câștige turneul. Acesta a fost al doilea titlu la dublu câștigat de Janković, primul fiind cel obținut la Birmingham în 2006. Acest rezultat a dus-o până pe locul 25 în clasamentul la dublu al WTA. La Turneul de Master Series de la Cincinnati, Janković a învins patru jucătoare din top 25 în drumul spre semifinale: Sabine Lisicki, Ekaterina Makarova, Sloane Stephens și Roberta Vinci. Ea a pierdut în fața Victoriei Azarenka, numărul doi mondial, în trei seturi după un meci greu. Acest rezultat a făcut-o cap de serie nr. 9 la US Open, după retragerea din activitate a lui Marion Bartoli și retragerea din competiție a Mariei Șarapova. Numărându-se pentru prima dată din 2011 printre primii zece capi de serie la un turneu de Mare Șlem, de la Roland Garros în 2011, Janković a ajuns pentru prima dată în șaisprezecimile US Open de după finala din 2008 după ce le-a învins pe Madison Keys, Alisa Kleibanova și Kurumi Nara, toate în două seturi. Ea a fost învinsă în turul al patrulea de Li Na, aflată în vârf de formă. Mulțumită acestor meciuri, Janković s-a întors printre primele cel mai bine cotate zece jucătoare din lume pentru prima dată din iunie 2011.
În timpul sezonului asiatic pe suprafață dură Janković s-a descurcat bine. Ea a ajuns în șaisprezecimile turneului Toray Pan Pacific de la Tokyo, unde a fost învinsă de Eugenie Bouchard. La Openul Chinei din 2013 de la Beijing ea a ajuns în finală pentru prima dată din 2008, învingând-o pe campioana de la Tokyo, Petra Kvitová. Mai mult, pentru prima dată din 2009, Janković a câștigat mai mult de patruzeci de meciuri într-un an. După acest rezultat ea s-a clasat pe locul opt. Parcursul bun din sezonul asiatic a calificat-o pe Jelena la Turneul Campioanelor de pe poziția a șaptea, turneu ce s-a desfășurat la Istanbul și în care a ajuns până în semifinale, învingând-o pe parcurs pe Victoria Azarenka, numărul doi mondial, în două seturi și terminând anul 2013 cu o înfrângere în trei seturi suferită în fața câștigătoarei turneului și a numărului unu mondial Serena Williams. Janković a terminat sezonul în top 10 WTA pentru prima dată din anul 2010, situându-se pe locul 8.

### 2014: Rezultate bune și accidentarea la spate

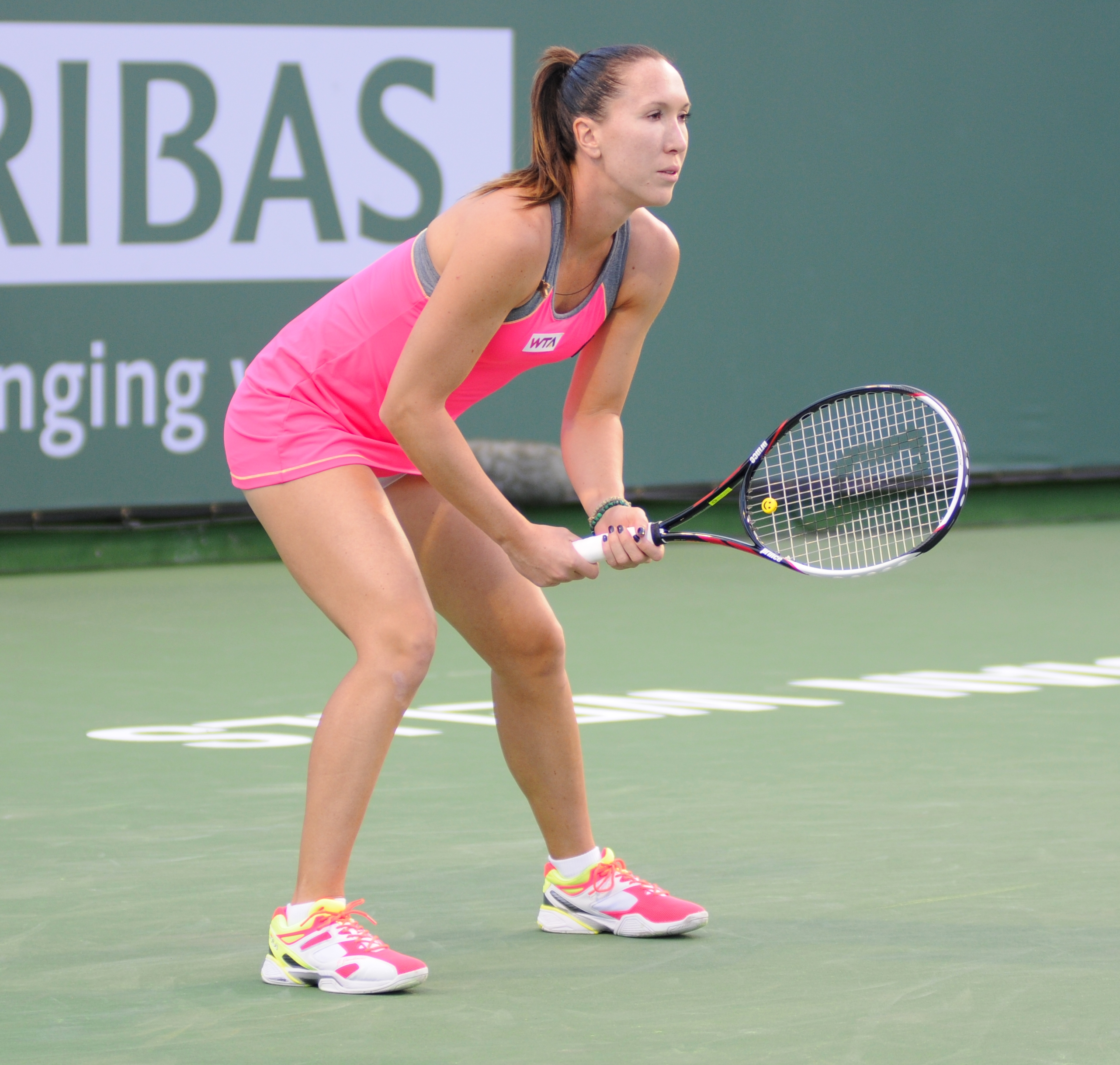
Janković la turneul de la Indian Wells din 2014

Janković a început anul 2014 la turneul din categoria Premier Brisbane International, unde a fost cap de serie nr. 4. Ea a învins-o aici pe fosta campioană de la Roland Garros Francesca Schiavone, Elina Svitolina, și pe ocupanta locului al nouălea în clasamentul WTA, Angelique Kerber, ajungând până în semifinale, unde a pierdut cu Victoria Azarenka, numărul doi mondial, în trei seturi. A fost pentru prima dată când a ajuns în semifinalele unui turneu dintre care preced Australian Openul, din 2007. Deși a fost cap de serie nr. 4 la turneul Sydney International, Janković a fost eliminată în primul tur de Ekaterina Makarova în două seturi. La Australian Open a învins trei jucătoare nipone la rând, Misaki Doi, Ayumi Morita și Kurumi Nara, ajungând să joace în turul al patrulea cu românca Simona Halep, meci pierdut de Janković în trei seturi. Au urmat turneele pe suprafețe dure din Orientul Mijlociu, cele de la Doha și Dubai. Ea a ajuns în semifinale la Doha, învingându-le pe Karin Knapp, Alisa Kleibanova și Petra Kvitová, pierzând mai puțin de patru game-uri în fiecare meci. A pierdut în fața lui Angelique Kerber la tie-break. La turneul de la Dubai, Janković le-a învins pe Marina Zanevska și Lucie Šafářová, ambele în două seturi, pierzând în fața Serenei Williams în semifinale.
Janković a jucat în două turnee Premier obligatorii, cele de la Indian Wells și Miami. La Indian Wells, ea le-a învins pe Yvonne Meusburger, Magdaléna Ribáriková și Caroline Wozniacki în două seturi, ajungând până în semifinale, unde a jucat cu Agnieszka Radwańska. În setul decisiv, Janković a revenit de la 0–4, ducându-l la 4–4. Deși a avut minge de game în următoarele două game-uri, ea a pierdut meciul cu 5–7, 6–2, 4–6. La turneul de la Miami a ieșit încă din primul tur, fiind învinsă de Varvara Lepcenco, după ce a servit pentru meci la scorul de 5–1 în setul decisiv. Ea a pierdut meciul cu 3–6, 6–2, 6–7.
Și-a început sezonul pe zgură la Charleston, unde era cap de serie nr. 2 și finalistă în sezonul anterior. Ea a ajuns până în sferturi, învingându-le pe Lauren Davis și Ajla Tomljanović. Ea a pierdut partida cu Eugenie Bouchard în trei seturi, continuând astfel seria de meciuri pierdute în tot atâtea seturi în 2014. Pe zgura de la Bogotá, Janković a ajuns până în finală, dar nu a reușit să-și apere titlul, fiind învinsă de Caroline Garcia în două seturi. La Porsche Tennis Grand Prix 2014, ea a ajuns până în semifinale după ce le-a învins pe Mona Barthel, Flavia Pennetta și Alisa Kleibanova și a pierdut în fața compatrioatei Ana Ivanovic. Janković a pierdut în turul doi la Madrid în fața Anastasiei Pavliucencova. S-a descurcat mai bine la turneul de Master Series din 2014 de la Roma unde a ajuns în semifinale, pierzând în fața lui Errani. Ea a învins-o pe Pennetta și pe favorita cu numărul trei, Agnieszka Radwańska, în drumul spre semifinale. La Roland Garros, Janković a fost cap de serie nr. 6 și a ajuns până în turul patru, unde a fost din nou învinsă de Errani.
Janković a avut parte de un sezon slab pe iarbă. A pierdut în primul tur la Eastbourne și Wimbledon în fața lui Madison Keys, respectiv a Kaiei Kanepi. În august, ea a participat la turneul de la Montreal, fiind cap de serie nr. 7. Ea a jucat direct în turul al doilea, unde s-a întâlnit cu Sloane Stephens. Ea a câștigat după trei seturi strânse. În turul trei, ea a pierdut în fața americancei Coco Vandeweghe, aflată în creștere de formă, după încă un meci strâns de trei runde. La turneul de Master Series de la Cincinnati, ea a fost cap de serie nr. 8 și a jucat direct în turul al doilea, unde a învins-o pe Annika Beck. În turul următor a învins-o pe Sloane Stephens pentru un loc în sferturi, unde a pierdut din nou în fața Serenei. Janković a ajuns în turul al patrulea la US Open, pierzând în fața Belindei Bencic în două seturi. Janković a căzut din Top 10 WTA după terminarea turneului american.
Janković a călătorit apoi spre Tokyo pentru a participa la Pan Pacific Open 2014. Ea a fost cap de serie nr. 4 și a fost introdusă direct în turul secund, unde a pierdut în fața spanioloaicei Garbiñe Muguruza. La prima ediție a turneului de la Wuhan, Janković a fost cap de serie nr. 10 și a învins-o pe Christina McHale în prima rundă. În următorul ei meci s-a confruntat din nou cu Vandeweghe, dar s-a retras în primul set la scorul de 1–4 din cauza unei probleme la spate. La turneul de la Beijing, Janković a pierdut în primul tur trei seturi în fața franțuzoaicei Alizé Cornet. Ultimul turneu în care a jucat în 2014 a fost cel de la Tianjin, unde a fost cap de serie. A învins-o pe Alla Kudriaițeva în primul tur rundă, dar a pierdut în turul al doilea în fața chinezoaicei Zheng Saisai.

### 2015: A 600-a victorie și alte titluri
Janković a început anul 2015 la turneul de la Brisbane, pierzând în primul tur în fața Ajla Tomljanovic, numărul 63 mondial, în două seturi. A mărturisit că s-a gândit recent să-și încheie cariera din cauza problemelor cu spatele. De asemenea, ea a adăugat că a pierdut foarte multă masă musculară, deoarece nu a făcut nimic în ultimele două luni și are nevoie de timp pentru a-și reveni la forma obișnuită. Rezultatele slabe au continuat să apară în ianuarie, printre acestea numărându-se înfrângerea din primul tur de la Australian Open suferită în fața Timeei Bacsinszky, fiind pentru prima dată când a fost eliminată atât de devreme de la acest turneu. A câștigat primul său meci din 2015 la Dubai, învingând-o pe Tímea Babos în trei seturi. În turul doi a pierdut cu Garbiñe Muguruza și a ieșit din top 20 WTA. În următoarea săptămână a jucat la turneul de la Doha, unde a ajuns în turul doi după ce a învins-o pe Zheng Saisai. În următorul meci a jucat cu Petra Kvitová, cap de serie numărul unu, pentru un loc în sferturi, dar s-a retras la jumătatea partidei din cauza unei accidentări la șoldul stâng.
Deși venea din sezonul nord-american cu un palmares negativ, 2–4, Janković a ajuns în finala turneului de la Indian Wells, învingându-le pe Madison Keys, Belinda Bencic și Sabine Lisicki. A jucat în finala turneului cu Simona Halep, reușind să câștige primul set și să servească pentru câștigarea meciului, dar a fost învinsă în cele din urmă. Mulțumită acestui turneu, Janković s-a întors printre top 20 cele mai bune jucătoare din lume. La Miami, Janković a pierdut pentru al doilea an consecutiv în primul tur, după ce a fost învinsă de Victoria Azarenka.
La turneul de la Charleston din aprilie, Janković a ajuns în turul trei, unde trebuia să joace cu Danka Kovinic, dar s-a retras din cauza unei accidentări. În luna următoare a participat la turneul de la Roma, acolo unde le-a învins pe Camila Giorgi și Magdaléna Ribáriková, ajungând să joace în turul trei cu Kvitová pentru un loc în optimi, dar a fost învinsă de cehoaică, care era favorita nr. 4, în două seturi. A urmat turneul de la Strasbourg unde a ajuns în sferturi și unde trebuia să joace cu Sloane Stephens, dar s-a retras fiind accidentată. Janković a suferit o nouă înfrângere în primul tur al unui turneu de Mare Șlem atunci când a fost învinsă de Sesil Karatantceva în două seturi la Roland Garros.

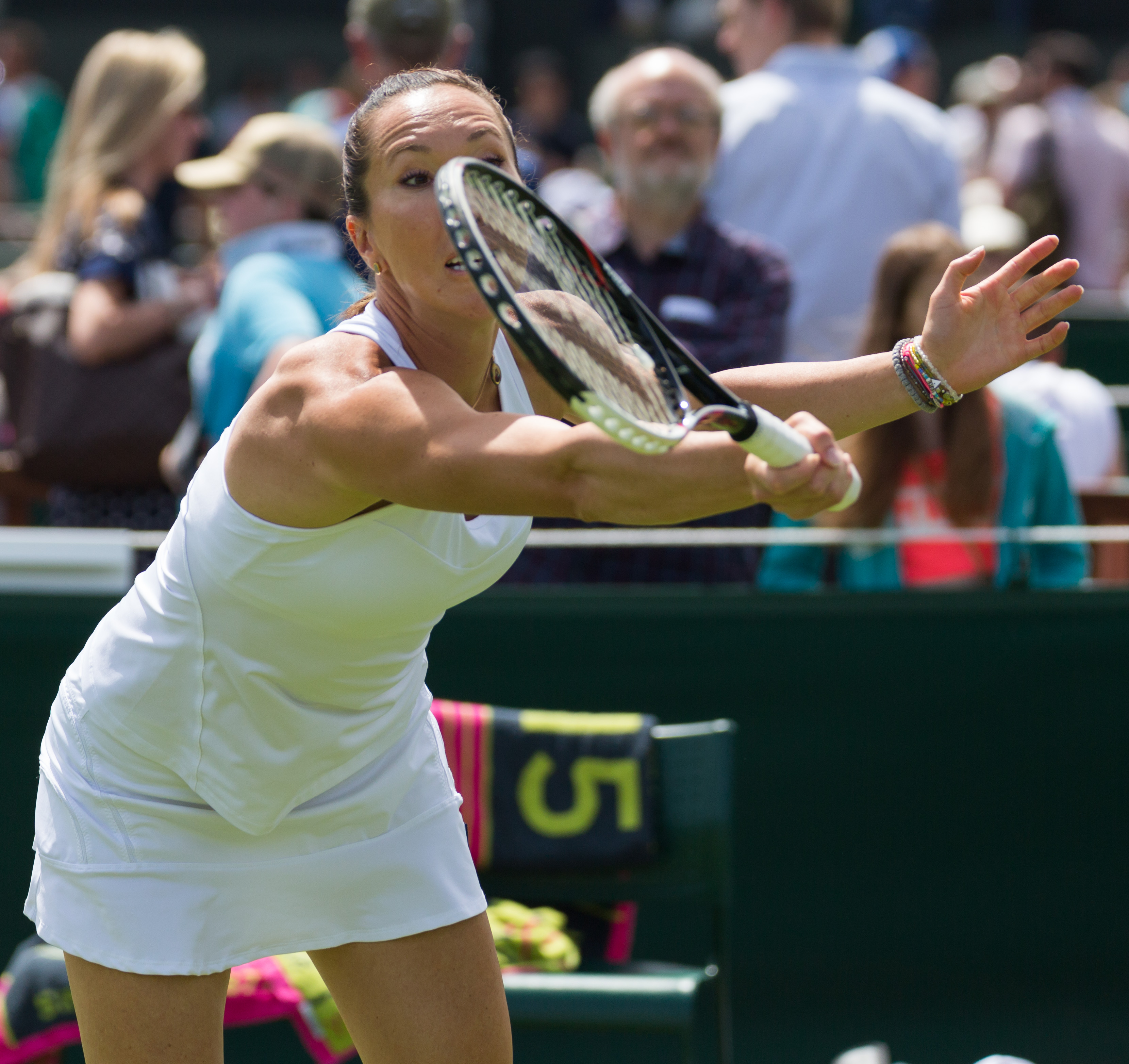
Jelena Janković în primul tur la Wimbledon în 2015

Sezonul pe iarbă al lui Janković a început la turneul de la 's-Hertogenbosch, unde era favorita nr. 2. A ajuns până în semifinale, unde a dat de Bencic, care a învins-o în două seturi. La Aegon Classic, Janković le-a învins pe Tereza Smitková și Casey Dellacqua, ajungând până în turul al treilea, unde a pierdut în fața viitoarei câștigătoare a turneului, Angelique Kerber. La Wimbledon, Janković a reușit să o învingă pe campioana en-titre și jucătoarea care se afla la acel moment pe locul al doilea în lume, Kvitová, în turul trei. În turul al patrulea a fost eliminată de Agnieszka Radwańska. A fost pentru prima dată din 2010 când Janković a ajuns în a doua săptămână a turneului.
După ce a pierdut în primul tur al Openului de la Istanbul în fața Urszulei Radwańska, Janković a câștigat turneul WTA de 125.000$ din Nanchang, învingând-o pe Chang Kai-chen. În cadrul acestui turneu, ea nu a pierdut niciun set. Acest turneu i-a revitalizat cariera și i-a deschis calea spre un sezon chinez pe hard de succes. Apoi ea a ajuns în turul doi la Cupa Rogers și în semifinale la Cincinnati, după ce le-a învins pe Madison Keys și pe favorita cu nr. 8, Karolína Plíšková. Janković a pierdut în primul tur la US Open în fața jucătoarei Océane Dodin, care primise un wild card.
Janković a câștigat al paisprezecelea său titlu din carieră la Guangzhou, primul titlu pe care l-a câștigat din 2013 încoace. A salvat o minge de meci în semifinala cu Ianina Wickmayer și a pierdut numai două game-uri în finala cu Denisa Allertová. La turneul de la Wuhan, Janković a învins-o pe Heather Watson în primul tur, în trei seturi. În turul doi a jucat cu Angelique Kerber, cap de serie nr. 6, dar a pierdut în trei seturi. Janković a câștigat cel de-al treilea său titlu în acel sezon (al cincisprezecelea din cariera sa) la Hong Kong trecând în semifinale de Venus Williams într-o victorie strânsă în două seturi, scor 6–4,7–5. Janković a jucat apoi împotriva lui Angelique Kerber, reușind să câștige titlul după o victorie încheiată cu scorul de 3–6, 7–6(4), 6–1.

### 2016: Accidentarea și ieșirea din formă
Janković a început anul 2016 la Brisbane, unde a pierdut în prima rundă în fața Robertei Vinci, cap de serie numărul 8 și recent finalistă la US Open. Apoi a jucat la Sydney, unde a câștigat primul ei meci în fața lui Coco Vandeweghe în două seturi. A pierdut în turul doi în fața lui Sara Errani în două seturi la tie-break, deși conducea la un moment dat cu 5–1 în al doilea set. Fiind al 22-lea cap de serie la Australian Open, ea a câștigat meciul din prima rundă cu Polona Hercog, dar a fost învinsă de Laura Siegemund deși câștigase primul set.
La Fed Cup, Jelena a pierdut ambele meciuri jucate cu Carla Suárez Navarro și Garbiñe Muguruza, care erau mai bine clasate decât ea.
La turneul de la Dubai, Jankovic a câștigat în fața Belindei Bencic, cap de serie nr. 5, dar a pierdut în turul doi în fața Andreei Petkovic. La turneul Qatar Total Open, Jankovic a fost pusă la încercare în primul tur de o jucătoare venită din calificări, Jana Čepelová, dar a reușit să câștige în trei seturi. Ea a fost eliminată de Monica Niculescu în turul doi.
A participat la Indian Wells, unde era nevoită să-și apere punctele cucerite sezonul trecut, când ajunsese până în finala competiției. Fiind cap de serie nr. 19, a jucat direct în turul doi și a câștigat meciul cu Carina Witthöft în două seturi. A urmat meciul cu Coco Vandeweghe, pe care Jelena Janković l-a dominat, pierzând un singur game. A pierdut meciul din turul al patrulea cu Agnieszka Radwańska. Janković a fost forțată să se retragă din turul doi al turneului de la Miami din cauza unei accidentări la umăr.
Sezonul pe zgrură al lui Janković nu a început cu bine, ea fiind nevoită să se retragă de la turneul de la Charleston din cauza accidentări la umăr suferite în urma turneului de la Miami. Din cauza acestei accidentări, Jelena a pierdut în primul tur în cadrul turneelor de la Madrid, Roma și la Roland Garros.
Janković și-a început sezonul pe iarbă la turneul de la Ricoh, unde a ajuns în optimi și a fost învinsă de Evgenia Rodina. A participat la prima ediție a turneului de la Mallorca, unde a ajuns în semifinale și a fost învinsă de Anastasia Sevastova.
Janković a ajuns din nou în finala turneului de la Guangzhou, pe care a pierdut-o de această dată cu scorul de 6–4, 3–6, 6–4 în fața Lesiei Țurenco. Ea a ajuns în semifinale la Hong Kong, unde era campioana en-titre, dar a pierdut cu scorul de 6-3, 6-4 în fața viitoarei campioane Caroline Wozniacki.

### 2017: Formă slabă și cea mai slabă clasare din carieră
Janković și-a început anul la turneul de la Shenzhen Open, unde a pierdut din nou în fața Simonei Halep în trei seturi. La dublu, ea a făcut pereche cu Katerina Siniaková, reușind să le învingă pe Timea Bacsinszky și Johanna Konta înainte de a fi învinse de echipa cap de serie nr. 2 și viitoarea câștigătoare a turneului, formată din Andrea Hlaváčková și Shuai Peng. Janković a jucat apoi la Hobart, unde a suferit o înfrângere dureroasă în fața viitoarei finaliste, Monica Niculescu, cap de serie nr. 3. Jelena a jucat cel mai bun meci al său din anul 2017 la Australian Open, unde a învins-o pe nemțoaica Laura Siegemund în trei seturi în primul tur. În turul doi a întâlnit-o pe Julia Görges, pe care a învins-o în două seturi. În turul trei a picat cu rivala sa, Svetlana Kuznețova, într-un meci mult așteptat. În cele din urmă, Kuznețova a învins-o pe Janković la tie-break în al treilea set, 9–7, care a fost al treilea cel mai lung meci de pe tabloul principal din istoria Openului Australian. La dublu a făcut pereche cu Ianina Wickmayer, perechea fiind eliminată în prima rundă de Martina Hingis și Coco Vandeweghe.
Fiind cap de serie nr. 8 la Openul taiwanez, Janković a fost învinsă de Kurumi Nara în primul tur, deși câștigase primul set. Janković a fost nevoită să joace în calificări la Openul Qatarului, și a reușit să facă acest lucru cu greu. A învins-o pe Țetana Pironkova în ultima rundă de calificări și a fost învinsă în primul tur de Anastasia Pavliucenkova. La dublu a făcut pereche cu Chuang Chia-jung, fiind învinsă în tie-break de către echipa formată din Abigail Spears și Katarina Srebotnik, cap de serie nr. 4 și viitoare câștigătoare a turneului. La turneul de la Dubai din următoarea săptămână, Janković a fost învinsă în prima rundă de nemțoaica Mona Barthel, care primise un wildcard și cu care Janković se chinuise și în partidele precedente. Janković și partenera sa la dublu, Anastasia Pavliucenkova, au fost eliminate de către echipa formată din Andreja Klepač și María José Martínez Sánchez.
A mai participat și la Indian Wells, turneu unde Janković trebuia să-și apere punctele strânse în turul al patrulea din anul precedent și pe care l-a câștigat în trecut. Ea a învins-o pe americanca Irina Falconi care primise un wildcard în trei seturi, urmând meciul cu rivala Venus Williams. Janković a câștigat primul set și părea că îl va câștiga și pe al doilea, însă a ratat o minge de meci, a pierdut setul al doilea la tie-break și în final a pierdut și în setul al treilea. Din acest motiv, Janković a căzut până pe locul 54 în clasamentul WTA. În urma acestui meci, Jelena și Venus aveau câte șapte meciuri câștigate fiecare în duelurile directe. La turneul de la Miami a pierdut în primul tur în fața Iaroslavei Șvedova, după ce a ratat o minge de meci. A făcut pereche la dublu cu americanca Taylor Townsend, pierzând în fața celor mai bine două clasate jucătoare din lume la dublu, Bethanie Mattek-Sands și Lucie Šafářová. Janković a concurat mai apoi la Charleston, unde a învins-o pe Ekaterina Alexandrova în primul tur al probei de simplu, pierzând în fața lui Samantha Stosur în turul doi. La dublu a făcut pereche cu Andrea Petkovic, cele două primind un wildcard, pierzând în fața echipei formate din Lucie Hradecká și Katerina Siniaková. La US Open, Jelena a pierdut în fața favoritei cu nr. 13, Petra Kvitova, în două seturi. Janković a terminat sezonul pe locul 157, cea mai proastă clasare a ei din ianuarie 2003.

### 2018: Posibilă retragere
Janković a terminat anul 2017 după ce a pierdut un meci cu Petra Kvitova la New York. După ce a suferit o operație la spate la Madrid în octombrie 2017, Janković nu a mai jucat tenis în primele luni din 2018. Pe 28 mai 2018 ea se afla pe locul 506 în clasamentul WTA.
A suferit și o operație la ochi în mai, complicând planurile făcute pentru revenirea în circuit.

## Rivalități

### Janković vs. Ivanovic
Una din cele mai mari rivalități din tenisul feminin este cea dintre Janković și coechipiera ei de la Fed Cup, Ana Ivanovic. Ele s-au întâlnit de douăsprezece ori, cu Ivanovic conducând cu 9-3 la numărul meciurilor câștigate. Șapte dintre cele unsprezece confruntări au avut loc în etape avansate ale turneelor, două dintre ele având loc la turnee de Mare Șlem; Janković are un palmares mai slab în ambele categorii, cu 1–6, respectiv 0–2. Ambele jucătoare au fost considerate drept tinere speranțe în urma performanțelor obținute în 2007 și 2008. Cu toate acestea, ambele au dezamăgit nereușind să se impună în circuitul WTA, ieșind din top 10. Meciurile dintre Janković și Ivanovic sunt cunoscute și sub porecla „Bătălia Serbiei”. De la sfârșitul anului 2008, ambele s-au chinuit la turneele de Mare Șlem, cu Janković reușind să atingă doar semifinala la Roland Garros în 2010 și sferturile aceleași competiții în 2013, iar Ivanovici sferturile US Openului din 2012 și cele ale Australian Open din 2014, precum și semifinalele Roland Garrosului din 2015.
Cea mai importantă confruntare dintre cele două a avut loc în semifinalele Roland Garrosului din 2008; meciul a căpătat proporții istorice, deoarece decidea care va fi primul jucător sârb, la masculin sau feminin, care va ocupa locul 1 mondial. Într-un meci care a durat trei seturi și în care jucătoarele au încercat să se subordoneze una pe alta, Ivanovic a câștigat și a devenit numărul unu mondial pentru prima dată; Janković avea să obțină același loc mai târziu în același an.
Cele două s-au aflat într-o lungă stare de conflict care a început la începutul anului 2010, în urma deciziei lui Ivanovic de a nu juca pentru Serbia la meciul din grupele Fed Cup cu Slovacia, motivându-și absența prin forma slabă prin care trecea la acea vreme. S-au confruntat în luna mai a aceluiași an la turneul de la Madrid, în care Janković a criticat-o și a imitat obiceiul Annei de a bate pumnul, reușind să o învingă în trei seturi. A fost a treia și ultima victorie a lui Janković în fața lui Ivanovic, după ce mai câștigase două partide în anul 2006, respectiv 2008.
La turneul de la Indian Wells din 2011, Janković era campioana en-titre, dar Ivanovic a învins-o în turul patru. Aceasta avea să fie ultimul lor meci din circuitul WTA până la Australian Open în 2013, când Ivanovici a câștigat în două seturi. Cea mai recentă întâlnire dintre cele două a avut loc la turneul Porsche Tennis Grand Prix din 2014, în care Janković a pierdut din nou în două seturi.
Lista meciurilor
| Nr. | An   | Turneu        | Suprafață      | Rundă         | Câștigătoare | Scor          | Durată | A.I. | J.J. |
| --- | ---- | ------------- | -------------- | ------------- | ------------ | ------------- | ------ | ---- | ---- |
| 1.  | 2005 | Zürich        | suprafață dură | optimi        | Ivanovic     | 6–2, 6–1      | 0:51   | 1    | 0    |
| 2.  | 2006 | Los Angeles   | suprafață dură | semifinală    | Janković     | 6–4, 7–6(8–6) | 1:37   | 1    | 1    |
| 3.  | 2006 | Montréal      | suprafață dură | optimi        | Ivanovic     | abandon       | N/A    | 1    | 1    |
| 4.  | 2007 | Tokyo         | carpetă        | semifinală    | Ivanovic     | 3–6, 6–4, 6–2 | 1:42   | 2    | 1    |
| 5.  | 2007 | Amelia Island | zgură          | finală        | Ivanovic     | 7–5, 6–3      | 1:28   | 3    | 1    |
| 6.  | 2007 | Los Angeles   | suprafață dură | semifinală    | Ivanovic     | 4–6, 6–3, 7–5 | 2:30   | 4    | 1    |
| 7.  | 2008 | Indian Wells  | suprafață dură | semifinală    | Ivanovic     | 7–6(7–3), 6–3 | 1:25   | 5    | 1    |
| 8.  | 2008 | Roland Garros | zgură          | semifinală    | Ivanovic     | 6–4, 3–6, 6–4 | 2:15   | 6    | 1    |
| 9.  | 2008 | Doha          | suprafață dură | grupe         | Janković     | 6–3, 6–4      | 1:29   | 6    | 2    |
| 10. | 2010 | Madrid        | zgură          | șaisprezecimi | Janković     | 4–6, 6–4, 6–1 | 1:50   | 6    | 3    |
| 11. | 2011 | Indian Wells  | suprafață dură | optimi        | Ivanovic     | 6–4, 6–2      | 1:24   | 7    | 3    |
| 12. | 2013 | Melbourne     | suprafață dură | șaisprezecimi | Ivanovic     | 7–5, 6–3      | 1:23   | 8    | 3    |
| 13. | 2014 | Stuttgart     | zgură          | semifinală    | Ivanovic     | 6–3, 7–5      | 1:28   | 9    | 3    |

### Janković vs. Zvonareva
Jelena Janković și Vera Zvonareva s-au întâlnit de 14 ori, cu Zvonareva conducând în confruntările directe cu 8–6. Cele două au jucat pentru prima dată în 2005 într-un meci din turul doi al turneului de la Roma, câștigat de Zvonareva.
Ele s-au întâlnit de șase ori în 2008 cu Janković câștigând patru din cele șase meciuri, de trei ori consecutiv în trei turnee consecutive în timpul toamnei. Al treilea meci din acest șir de victorii a fost finalăa Cupei Kremlinului, care a fost al treilea titlu consecutiv câștigat de Janković după cele de la Beijing și Stuttgart. Janković a învins-o pe Zvonareva de două ori până la Cupa Kremlinului din 2008. Totuși, Zvonareva avea să o învingă pe Janković la Doha în acel an, cu Zvonareva câștigând următoarele cinci meciuri jucate împotriva lui Janković.
Singurul lor meci jucat la un turneu de Mare Șlem a fost la Wimbledon în 2010, în turul al patrulea al turneului. Meciul avea o miză pentru ambele jucătoare, deoarece niciuna nu ajunsese în semifinalele acestui turneu până atunci. Zvonareva a ieșit învingătoare (și avea să ajungă până în finalăă) după ce Janković s-a retras în setul secund.
Cea mai recentă întâlnire a lor a fost cea de la Openul Qatarului, în care Zvonareva a câștigat în trei seturi.
Lista meciurilor
| Nr. | An   | Turneu     | Suprafață      | Rundă         | Câștigătoare | Scor                | Durată | J.J. | V.Z. |
| --- | ---- | ---------- | -------------- | ------------- | ------------ | ------------------- | ------ | ---- | ---- |
| 1.  | 2004 | Linz       | suprafață dură | semifinală    | Janković     | 6–4, 6–4            |        | 1    | 0    |
| 2.  | 2005 | Roma       | zgură          | șaisprezecimi | Zvonareva    | 6–4, 6–1            |        | 1    | 1    |
| 3.  | 2006 | Cincinnati | suprafață dură | semifinală    | Zvonareva    | 6–1, 6–1            |        | 1    | 2    |
| 4.  | 2007 | Auckland   | suprafață dură | finală        | Janković     | 7–6(11–9), 5–7, 6–3 |        | 2    | 2    |
| 5.  | 2008 | Miami      | suprafață dură | semifinală    | Janković     | 6–1, 6–4            |        | 3    | 2    |
| 6.  | 2008 | Charleston | zgură          | semifinală    | Zvonareva    | 6–2, 3–6, 6–2       |        | 3    | 3    |
| 7.  | 2008 | Beijing    | suprafață dură | semifinală    | Janković     | 6–4, 2–6, 6–4       |        | 4    | 3    |
| 8.  | 2008 | Stuttgart  | suprafață dură | semifinală    | Janković     | 7–6(10–8), 7–6(7–5) |        | 5    | 3    |
| 9.  | 2008 | Moscova    | suprafață dură | finală        | Janković     | 6–2, 6–4            |        | 6    | 3    |
| 10. | 2008 | Doha       | suprafață dură | Grupe         | Zvonareva    | 2–6, 6–3, 6–4       |        | 6    | 4    |
| 11. | 2010 | Dubai      | suprafață dură | optimi        | Zvonareva    | 6–3, 6–2            |        | 6    | 5    |
| 12. | 2010 | Wimbledon  | iarbă          | optimi        | Zvonareva    | 6–1, 3–0 RET        |        | 6    | 6    |
| 13. | 2010 | Doha       | suprafață dură | semifinală    | Zvonareva    | 6–3, 6–0            |        | 6    | 7    |
| 14. | 2011 | Doha       | suprafață dură | semifinală    | Zvonareva    | 6–1, 2–6, 6–4       |        | 6    | 8    |

### Janković vs. Venus Williams
Jelena Janković și Venus Williams s-au confruntat de 12 ori, fiecare jucătoare câștigând de câte șase ori. Janković conduce cu 4–2 pe zgură și 1–0 pe iarbă, în timp ce Venus conduce cu 4–1 pe suprafață dură. Meciurile lor au fost unele dintre cele mai încrâncenate din tenisul feminin. Numai trei meciuri au fost decise în două seturi: primul în semifinalăa turneului de la Los Angeles din 2005, câștigat de Venus; al doilea a avut loc în sferturile de finalăă ale turneului de Masters Series de la Roma, în care Janković a câștigat cu 6–0, 6–1; aceasta a fost cea mai severă înfrângere suferită de Venus Williams în întreaga carieră. A treia și cea mai recentă întâlnire care s-a terminat în două seturi a fost cea din turneul de la Charleston, câștigată de Venus cu 7-5, 6-0.
Ele s-au întâlnit de trei ori în cadrul turneelor de Mare Șlem. Janković a câștigat prima la Wimbledon 2006, reușind să o învingă pe Venus în trei seturi, ea fiind și deținătoarea titlului. S-au mai întâlnit în 2007 la Roland Garros, unde învingătoare a fost Janković și la US Open, unde învingătoare a fost Venus. Ambele meciuri au ajuns în setul decisiv.
Lista meciurilor
| Nr. | An   | Turneu        | Suprafață      | Rundă          | Câștigătoare | Scor            | Durată | J.J. | V.W. |
| --- | ---- | ------------- | -------------- | -------------- | ------------ | --------------- | ------ | ---- | ---- |
| 1.  | 2005 | Stanford      | suprafață dură | sferturi       | V. Williams  | 6–3, 6–3        | 1:44   | 0    | 1    |
| 2.  | 2006 | Roma          | zgură          | sferturi       | V. Williams  | 5–7, 6–4, 6–1   | 2:16   | 0    | 2    |
| 3.  | 2006 | Wimbledon     | iarbă          | șaisprezecimi  | Janković     | 7–68, 4–6, 6–4  | 2:27   | 1    | 2    |
| 4.  | 2007 | Charleston    | zgură          | semifinală     | Janković     | 3–6, 6–3, 7–65  | 2:32   | 2    | 2    |
| 5.  | 2007 | Roland Garros | zgură          | șaisprezecimi  | Janković     | 6–4, 4–6, 6–1   | 1:53   | 3    | 2    |
| 6.  | 2007 | US Open       | suprafață dură | sferturi       | V. Williams  | 4–6, 6–1, 7–64  | 2:27   | 3    | 3    |
| 7.  | 2008 | Roma          | zgură          | sferturi       | Janković     | 5–7, 6–2, 6–3   | 2:28   | 4    | 3    |
| 8.  | 2008 | Stuttgart     | suprafață dură | semifinală     | Janković     | 6–710, 7–5, 6–2 | 2:45   | 5    | 3    |
| 9.  | 2008 | Doha          | suprafață dură | semifinală     | V. Williams  | 6–2, 2–6, 6–3   | 2:12   | 5    | 4    |
| 10. | 2009 | Doha          | suprafață dură | semifinală     | V. Williams  | 5–7, 6–3, 6–4   | 2:35   | 5    | 5    |
| 11. | 2010 | Roma          | zgură          | sferturi       | Janković     | 6–0, 6–1        | 1:00   | 6    | 5    |
| 12. | 2012 | Charleston    | zgură          | șaisprezecimi  | V. Williams  | 7–5, 6–0        | 1:30   | 6    | 6    |
| 13. | 2015 | Hong Kong     | suprafață dură | semifinală     | Janković     | 6–4, 7–5        | 2:06   | 7    | 6    |
| 14. | 2017 | Indian Wells  | suprafață dură | runda celor 32 | V. Williams  | 1–6 7–65 6–1    | 1:45   | 7    | 7    |

### Janković vs. Serena Williams
Janković și Serena Williams s-au întâlnit de paisprezece ori, cu Serena conducând cu 10–4 la general. Primele șapte meciuri, dar și ultimul meci dintre ele, s-au desfășurat pe suprafață dură, cu Serena conducând cu 7-3. Al optulea și al nouălea meci s-au jucat pe zgură și al zecelea pe iarbă.
Primul meci dintre cele două jucătoare a avut loc la San Diego; Serena l-a câștigat în trei seturi. Al doilea meci a avut loc la Campionatul de Tenis de la Dubai din 2005, în semifinale, când Janković a reușit să o învingă pe Serena (care era pe locul patru mondial la acea vreme). După ce Janković conducea cu 6–0, 4–3, Serena s-a retras. Ea este una din cele opt jucătoare care au câștigat un set cu 6-0 în fața Serenei, celelalte fiind Alexia Dechaume-Balleret, Mary Joe Fernández, Justine Henin, Patty Schnyder, Venus Williams, Anabel Medina Garrigues și Simona Halep.
Janković a câștigat Campionatul Feminin de Tenis de la Los Angeles din 2006 în două seturi, iar Serena a câștigat la Australian Open în 2007. În sferturile Australian Open din 2008, Janković a câștigat în două seturi
La turneul de la Miami din 2008, cele două s-au întâlnit pentru prima dată în finala unei competiții. Serena a câștigat-o în trei seturi. Ele au jucat din nou o finală în Statele Unite, de această dată finala turneului de Mare Șlem a US Openului din 2008, pe care Serena a câștigat-o în două seturi. În al doilea set Janković conducea cu 5–3 și avea trei puncte de set pe serva lui Serena. Apoi, după ce servea pentru câștigarea setului la 5–4, a pierdut încă un game. Serena a reușit să salveze toate mingile de set și a câștigat patru game-uri consecutiv, adjudecându-și titlul la US Open.
În semifinala turneului de la Roma care a avut loc doi ani mai târziu, în 2010, Janković a câștigat în trei seturi, salvând o minge de meci și revenind de la 5–2 în setul final învingând la tie-break. În sferturi a învins-o pe Venus Williams, fiind singura jucătoare care le-a învins pe ambele surori în 24 de ore.
Primul și singurul meci jucat pe iarbă între cele două a fost cel din cadrul evenimentului de tenis de la Jocurile Olimpice din 2012. Serena a câștigat în două seturi și avea să câștige și medalia de aur în cadrul acestei competiții.
La finala turneului de la Charleston din 2013, Serena a câștigat în trei seturi. S-au întâlnit din nou în 2013, la Openul Chinei, meci câștigat de Serena în două seturi. La Turneul Campioanelor Serena a câștigat meciul din semifinală, după ce pierduse al doilea set cu 6–2.
Cea mai recentă întâlnire dintre cele două a avut loc în sferturile de finală ale turneului de la Cincinnati, unde Serena a câștigat în două seturi. 

### Janković vs. Justine Henin
Jelena Janković și Justine Henin s-au întâlnit de 10 ori pe o perioadă de șase ani, cu Henin câștigând de fiecare dată. Ele nu au jucat niciodată pe iarbă sau carpetă. Cinci meciuri au avut loc pe zgură și cinci pe suprafață dură. Șase dintre meciuri s-au decis în trei seturi. Majoritatea meciurilor (7) au avut loc în anul 2007. Ele s-au întâlnit de două ori într-un turneu de Mare Șlem, în semifinalele turneului US Open din 2006 și în cele ale Roland Garrosului din 2007. Deși Henin a câștigat de fiecare dată, meciurile dintre cele două au fost întotdeauna strânse.
Lista meciurilor
| Nr. | An   | Turneu        | Suprafață      | Rundă          | Câștigătoare | Scor           | Durată | J.J. | J.H. |
| --- | ---- | ------------- | -------------- | -------------- | ------------ | -------------- | ------ | ---- | ---- |
| 1.  | 2005 | Charleston    | zgură          | runda celor 32 | J. Henin     | 5–7, 6–4, 6–3  |        | 0    | 1    |
| 2.  | 2006 | US Open       | suprafață dură | semifinală     | J. Henin     | 4–6, 6–4, 6–0  |        | 0    | 2    |
| 3.  | 2007 | Doha, Qatar   | suprafață dură | semifinală     | J. Henin     | 6–75, 6–2, 6–4 |        | 0    | 3    |
| 4.  | 2007 | Varșovia      | zgură          | semifinală     | J. Henin     | 7–5, 2–6, 6–4  |        | 0    | 4    |
| 5.  | 2007 | Berlin        | zgură          | sferturi       | J. Henin     | 3–6, 6–4, 6–4  |        | 0    | 5    |
| 6.  | 2007 | Roland Garros | zgură          | semifinală     | J. Henin     | 6–2, 6–2       |        | 0    | 6    |
| 7.  | 2007 | Toronto       | suprafață dură | finală         | J. Henin     | 7–63, 7–5      |        | 0    | 7    |
| 8.  | 2007 | Stuttgart     | suprafață dură | semifinală     | J. Henin     | 7–62, 7–5      |        | 0    | 8    |
| 9.  | 2007 | Madrid        | suprafață dură | semifinală     | J. Henin     | 6–2, 6–2       |        | 0    | 9    |
| 10. | 2010 | Stuttgart     | zgură          | semifinală     | J. Henin     | 3–6, 7–62, 6–3 |        | 0    | 10   |

## Stil de joc
Jelena Janković este considerată a fi un counterpuncher, adică o jucătoare care așteaptă greșelile adversarului. Janković este cunoscută pentru eficiența cu care se deplasează pe întreaga suprafață și pe orice suprafață de joc. Lovește bine mingea de pe linia de fund și preferă să coboare mai des decât să iasă la fileu. Cea mai mare armă o reprezintă reverul cu două mâini, dar și drop shotul. Are și un forehand (lovitură de dreapta) decentă. Datorită meciurilor la dublu și-a îmbunătățit și jocul la fileu. Cea mai mare slăbiciune a ei este serviciul. Îi place să aplice efect mingii efect mingii pe primul, dar și pe al doilea serviciu, lucru care o face să piardă deseori puncte. Suprafața pe care joacă cel mai slab este iarba, ea jucând cel mai bine pe hard, acolo unde își poate folosi abilitățile defensive și viteza pentru a câștiga meciurile. Totuși, având în vedere că șase din cele treisprezece titluri ale sale au venit pe zgură, aceasta poate fi considerată suprafața care îi convine cel mai mult. Moralul oscilant reprezintă una dintre cele mai mari probleme ale sale (vezi US Open 2006 în meciul cu Henin), lucru care i-a adus porecla „Regina Haosului”.

## Viața personală
Janković a fost subiect de film, apărând în documentarul autobiografic Jelenin svet (Jelena's World) din 2008, în care apar jucătoare precum Justine Henin, Svetlana Kuznețova, Ana Ivanovic, Elena Dementieva, Anna Șakvetadze și alte jucătoare importante.
Pe 5 decembrie 2007, Janković a devenit ambasadoare națională a UNICEF reprezentând Serbia pentru Fondul Copiilor. A declarat atunci că „Sunt foarte fericită că am devenit ambasadoare UNICEF pentru Serbia. Acest lucru reprezintă o mare onoare pentru mine și voi încerca să-mi justific rolul care mi s-a acordat”. Janković este a doua jucătoare sârbă de tenis care s-a oferit ca voluntar în a promova drepturile copilului și pentru a strânge fonduri pentru UNICEF după ce Ana Ivanovic a devenit ambasadoare în septembrie.

## Sponsorizări

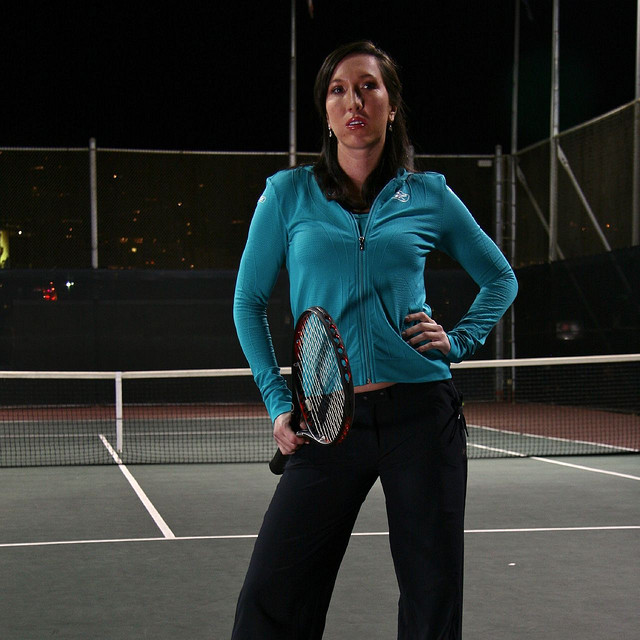
Janković promovând produse Reebok

Janković este sponsorizată în prezent de compania italiană de articole sportive Fila. În trecut, Janković a fost sponsorizată de Anta și Reebok, având propria linie de haine făcută pentru ea la turnee. Janković a semnat un contract de sponsorizare și cu Prince Sports: de la începutul carierei ei și până în 2007, ea a jucat folosind racheta Prince O3; între 2008 și 2010 a folosit racheta Prince O3 SpeedPort Pro White; între 2011 și 2013 Jelena a jucat cu rachete de la mai multe firme, iar în 2012 și 2013 a jucat cu rachete fără sponsor; din ianuarie 2014 Janković a jucat cu Prince O3 Red LS.

## Statistică
Sursa: WTA

### Finale de Mare Șlem

#### Simplu: 1 (0–1)
| Rezultat  | An   | Turneu  | Suprafață | Adversară       | Scor     |
| --------- | ---- | ------- | --------- | --------------- | -------- |
| Finalistă | 2008 | US Open | Dură      | Serena Williams | 4–6, 5–7 |

#### Dublu mixt: 1 (1–0)
| Rezultat     | An   | Championship | Suprafață | Partner      | S                           | Scor          |
| ------------ | ---- | ------------ | --------- | ------------ | --------------------------- | ------------- |
| Câștigătoare | 2007 | Wimbledon    | Iarbă     | Jamie Murray | Alicia Molik Jonas Björkman | 6–4, 3–6, 6–1 |

### Simplu
| Turneu              | 2000 | 2001 | 2002 | 2003 | 2004 | 2005 | 2006 | 2007 | 2008 | 2009 | 2010 | 2011 | 2012 | 2013 | 2014 | 2015 | 2016 | 2017 | TC     | V–Î    |
| ------------------- | ---- | ---- | ---- | ---- | ---- | ---- | ---- | ---- | ---- | ---- | ---- | ---- | ---- | ---- | ---- | ---- | ---- | ---- | ------ | ------ |
| Australian Open     | A    | A    | A    | T2   | T2   | T2   | T2   | T4   | SF   | T4   | T3   | T2   | T4   | T3   | T4   | T1   | T2   | T3   | 0 / 15 | 29–15  |
| Roland Garros       | A    | A    | A    | C2   | T1   | T1   | T3   | SF   | SF   | T4   | SF   | T4   | T2   | S    | T4   | T1   | T1   | T1   | 0 / 14 | 31–14  |
| Wimbledon           | A    | A    | A    | C1   | T1   | T3   | T4   | T4   | T4   | T3   | T4   | T1   | T1   | T2   | T1   | T4   | T2   | T1   | 0 / 14 | 21–14  |
| US Open             | A    | A    | C1   | C3   | T2   | T3   | SF   | S    | F    | T2   | T3   | T3   | T3   | T4   | T4   | T1   | T2   | T1   | 0 / 14 | 32–14  |
| Victorii-Înfrângeri | 0–0  | 0–0  | 0–0  | 1–1  | 2–4  | 5–4  | 11–4 | 15–4 | 19–4 | 9–4  | 12–4 | 6–4  | 6–4  | 10–4 | 9–4  | 3–4  | 3–4  | 2–4  | 0 / 57 | 113–57 |

### Dublu
| Turnee de Mare Șlem |     |     |     |     |     |     |     |     |     |     |     |     |     |        |       |
| Australian Open     | T2  | T1  | T1  | T3  | A   | T2  | A   | A   | T3  | T2  | T1  | T1  | T1  | 0 / 10 | 6–10  |
| Roland Garros       | T1  | T1  | T2  | A   | A   | A   | T2  | A   | T3  | T3  | A   | A   | T1  | 0 / 7  | 5–7   |
| Wimbledon           | T1  | T2  | A   | A   | A   | T3  | T1  | T1  | S   | T1  | T1  | T3  | A   | 0 / 9  | 8–8   |
| US Open             | T2  | T3  | T1  | A   | A   | T1  | T2  | T1  | T3  | T3  | T3  | T1  | A   | 0 / 10 | 10–10 |
| Victorii-Înfrângeri | 2–4 | 3–4 | 1–3 | 2–1 | 0–0 | 3–2 | 2–3 | 0–2 | 8–4 | 4–4 | 2–3 | 2–3 | 0–2 | 0 / 36 | 29–35 |

### Dublu mixt
| Turnee de Mare Șlem |         |         |         |         |         |         |         |         |         |         |         |         |         |        |      |
| Australian Open     | Absentă | Absentă | T1      | T2      | Absentă | Absentă | Absentă | Absentă | T2      | Absentă | Absentă | Absentă | Absentă | 0 / 3  | 2–3  |
| Roland Garros       | A       | T1      | Absentă | Absentă | Absentă | Absentă | Absentă | Absentă | Absentă | T2      | Absentă | Absentă | T2      | 0 / 3  | 2–3  |
| Wimbledon           | 1       | T2      | A       | C       | Absentă | Absentă | Absentă | Absentă | Absentă | Absentă | Absentă | Absentă | Absentă | 1 / 3  | 7–1  |
| US Open             | A       | T1      | Absentă | Absentă | Absentă | Absentă | Absentă | Absentă | Absentă | Absentă | Absentă | Absentă | Absentă | 0 / 1  | 0–1  |
| Victorii-Înfrângeri | 0–1     | 1–2     | 0–1     | 7–1     | 0–0     | 0–0     | 0–0     | 0–0     | 1–1     | 1–1     | 0–0     | 0–0     | 1–1     | 1 / 10 | 11–8 |